# Salzgitter

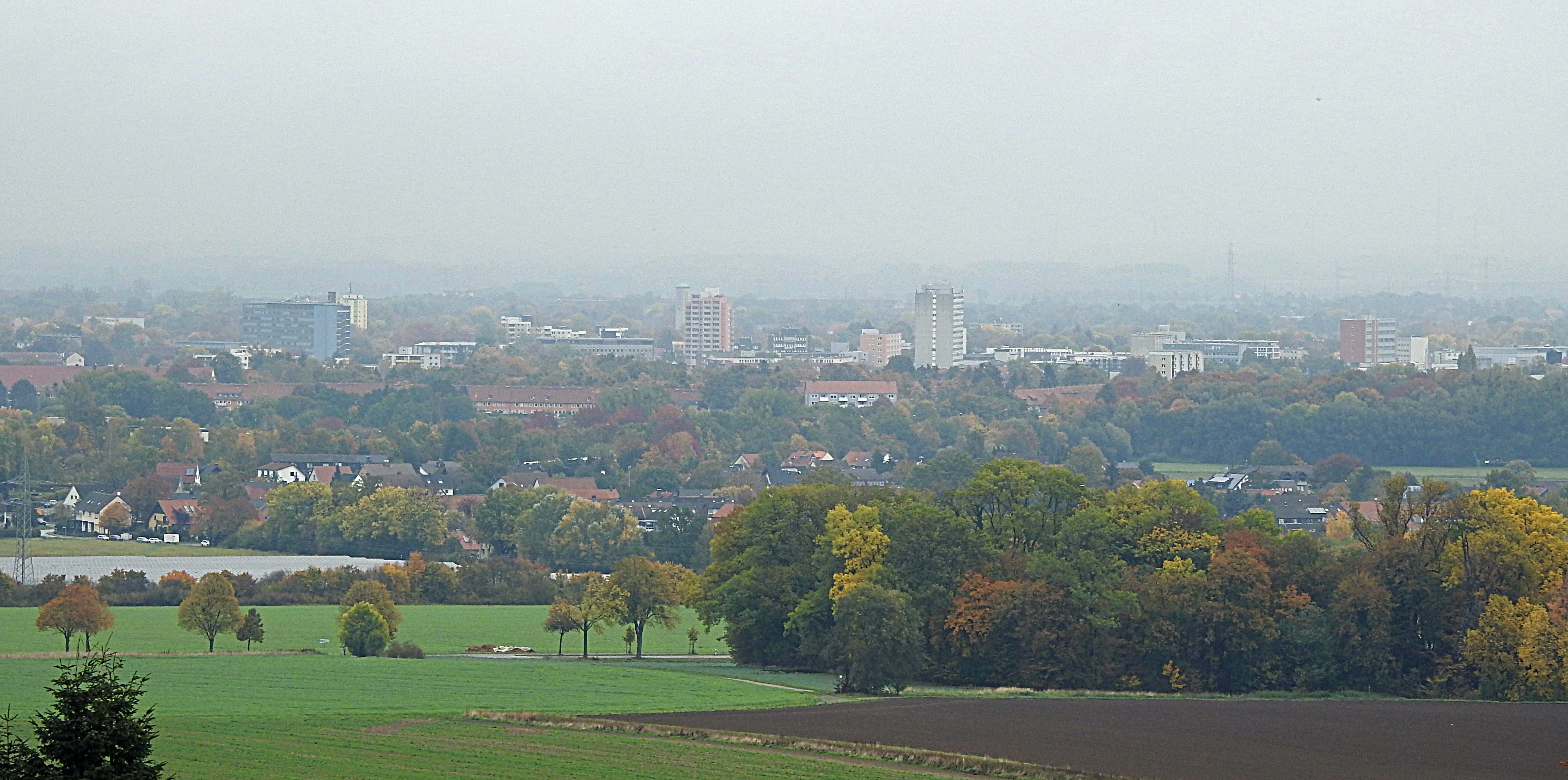
Salzgitter-Lebenstedt von Süden

Salzgitter [zalt͡sˈɡɪtɐ] ist eine Großstadt im nördlichen Harzvorland, im Südosten des Landes Niedersachsen. Die kreisfreie Stadt ist Sitz der Salzgitter AG und bildet mit den Städten Braunschweig und Wolfsburg eine Regiopolregion und eines der neun Oberzentren des Landes. Sie ist Bestandteil der Metropolregion Hannover-Braunschweig-Göttingen-Wolfsburg. Salzgitter besteht in seiner jetzigen Form seit 1942 und war eine der wenigen neuen Stadtgründungen in Deutschland in der ersten Hälfte des 20. Jahrhunderts.
Die Stadt ist durch einen Stichkanal mit dem Mittellandkanal verbunden. Die nächsten Großstädte sind die nordöstlich an das Stadtgebiet grenzende Stadt Braunschweig, die 30 km westlich gelegene Stadt Hildesheim und die 50 km entfernte, nordwestlich gelegene Stadt Hannover.
Salzgitter wurde 1942 erstmals Großstadt, hatte aber am Stichtag 31. Dezember 2012 laut europäischem Zensus 2011 nur noch 98.095 Einwohner und wurde somit eine Mittelstadt.
Zum 30. September 2015 überschritt die Stadt mit einer amtlichen Einwohnerzahl von 100.365 wieder die Schwelle zur Großstadt.

## Geographie

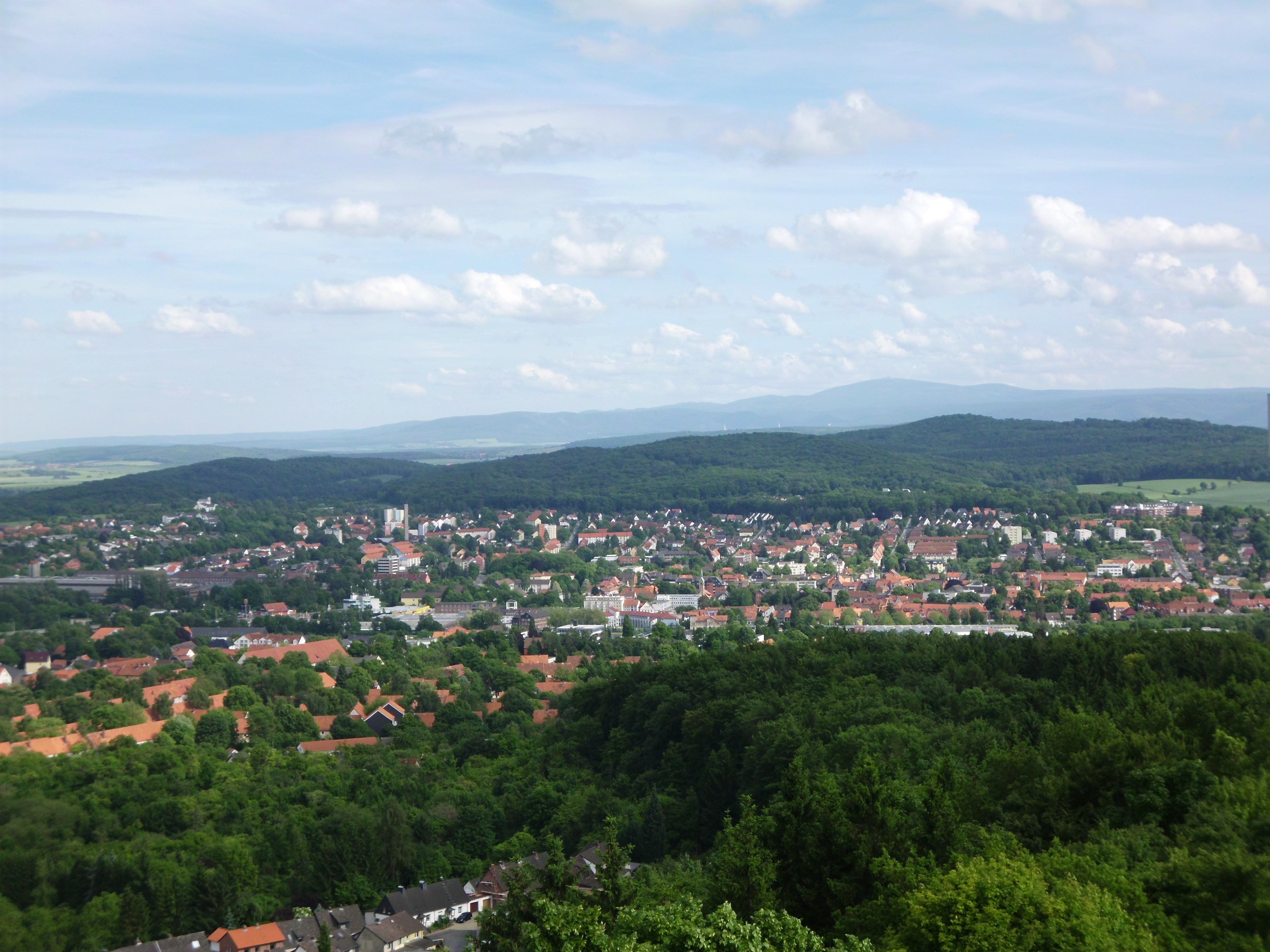
Blick auf Salzgitter-Bad vom Bismarckturm auf dem Hamberg

### Lage
Das Gebiet von Salzgitter liegt vorwiegend in einer fruchtbaren, lössbedeckten Landschaft, speziell der Beinumer Mulde zwischen dem Oderwald im Osten und dem Salzgitter-Höhenzug sowie in der Lebenstedter Mulde und dem Thieder Lößhügelland. Landschaftlich prägend sind die Kuppen des im Südwesten gelegenen und ausgedehnten Salzgitter-Höhenzugs. Die Stadt wird etwa in Nordwest-Südost-Richtung vom Oberlauf der Fuhse durchflossen. Der Mittellauf der Innerste fließt wenige Kilometer durch den äußersten Südwesten Salzgitters.
Die größte Ausdehnung des Stadtgebiets beträgt in Nord-Süd-Richtung 24 km und in Ost-West-Richtung 19 km. Die höchste Erhebung des Stadtgebiets ist der 275 m ü. NHN hohe Hamberg nordwestlich von Salzgitter-Bad.
Etwa die Hälfte der Stadtfläche wird landwirtschaftlich genutzt, rund ein Sechstel ist bewaldet. Ein weiteres Sechstel teilt sich zu ähnlichen Anteilen in Wohn- bzw. Gewerbe-/Industrieflächen auf. Die Verkehrsflächen belegen ebenfalls einen ähnlichen Anteil wie die Wohnflächen.

### Stadtgliederung

Salzgitter: Gliederung nach Ortschaften und Stadtteilen

Salzgitter mit seinen 31 Stadtteilen (bebautes Gebiet)

Das Stadtgebiet von Salzgitter besteht aus sieben Ortschaften, die sich aus insgesamt 31 Stadtteilen zusammensetzen. Jede Ortschaft hat als Gremium einen von der wahlberechtigten Bevölkerung gewählten Ortsrat mit einem Ortsbürgermeister. Mit einer Fläche von 223,93 km² gehört die Stadt zu den flächengrößten Städten Deutschlands. Im Gegensatz zu historisch gewachsenen Städten, die sich meist um ein Zentrum entwickelten, gibt es hier keinen Ortskern. Nur Salzgitter-Lebenstedt kann wegen seiner Größe (als weitaus bevölkerungsreichster Stadtteil) und Lage sowie wegen des Sitzes der Verwaltung eine gewisse Leitungsfunktion für sich beanspruchen.
| Stadtteil          | Fläche in ha | Einwohner (Dezember 2024) | Bevölkerungs- dichte in Einw./km² |
| ------------------ | ------------ | ------------------------- | --------------------------------- |
| Ortschaft Nord     | 2.795,2      | 49.036                    | 1.754                             |
| Bruchmachtersen    | 155,5        | 772                       | 496                               |
| Engelnstedt        | 448,3        | 740                       | 165                               |
| Lebenstedt         | 1.372,8      | 46.142                    | 3.361                             |
| Salder             | 818,6        | 1.382                     | 169                               |
| Ortschaft Nordost  | 3.250,4      | 12.416                    | 382                               |
| Beddingen          | 923,2        | 458                       | 50                                |
| Sauingen           | 423,6        | 412                       | 97                                |
| Thiede             | 1.226,4      | 10.755                    | 877                               |
| Üfingen            | 677,2        | 791                       | 117                               |
| Ortschaft Nordwest | 3.334,8      | 5.404                     | 162                               |
| Lesse              | 1.249,7      | 1.054                     | 84                                |
| Lichtenberg        | 883,3        | 3.342                     | 378                               |
| Osterlinde         | 754,6        | 368                       | 49                                |
| Reppner            | 447,2        | 640                       | 143                               |
| Ortschaft Ost      | 2.558,1      | 3.602                     | 141                               |
| Bleckenstedt       | 531,8        | 622                       | 117                               |
| Drütte             | 454,9        | 399                       | 88                                |
| Hallendorf         | 340,2        | 1.874                     | 551                               |
| Immendorf          | 230,5        | 431                       | 187                               |
| Watenstedt         | 1.000,7      | 276                       | 28                                |
| Ortschaft Süd      | 3.703,2      | 24.901                    | 672                               |
| Salzgitter-Bad     | 1.923,3      | 21.334                    | 1.109                             |
| Gitter             | 298,4        | 771                       | 258                               |
| Groß Mahner        | 632,1        | 521                       | 82                                |
| Hohenrode          | 127,6        | 189                       | 148                               |
| Ringelheim         | 721,8        | 2.075                     | 287                               |
| Ortschaft Südost   | 3.359,0      | 3.444                     | 103                               |
| Barum              | 669,9        | 673                       | 100                               |
| Beinum             | 624,0        | 471                       | 75                                |
| Flachstöckheim     | 456,4        | 1.003                     | 220                               |
| Lobmachtersen      | 818,5        | 783                       | 96                                |
| Ohlendorf          | 790,2        | 514                       | 65                                |
| Ortschaft West     | 3.392,7      | 8.597                     | 253                               |
| Calbecht           | 321,4        | 285                       | 89                                |
| Engerode           | 95,3         | 240                       | 252                               |
| Gebhardshagen      | 2.123,8      | 6.910                     | 325                               |
| Heerte             | 852,2        | 1.162                     | 136                               |
| Salzgitter         | 22.393,4     | 107.400                   | 480                               |

Neben diesen 31 offiziellen Stadtteilen gehören weitere Siedlungen und Wohnplätze zur Stadt Salzgitter, die unter anderem zu statistischen Zwecken jeweils einem dieser Stadtteile zugeordnet werden:
- Altenhagen zu Lichtenberg
- Fredenberg zu Lebenstedt mit 11.900 Einwohnern (2022)
- Gut Nienrode (mit der Telefonvorwahl 05339) zu Ohlendorf
- Gut Nortenhof zu Üfingen
- Schachtsiedlung zu Ohlendorf
- Steterburg zu Thiede
- Sukopsmühle zu Bruchmachtersen

### Nachbargemeinden
Die nachfolgenden Städte und Gemeinden grenzen an die Stadt Salzgitter. Sie werden im Uhrzeigersinn beginnend im Nordosten genannt (der Landkreis Wolfenbüttel ist durch die Stadt Salzgitter in zwei räumlich getrennte Gebiete geteilt, daher wird er hier zweimal aufgeführt):
- Braunschweig (kreisfreie Stadt)
- im Landkreis Wolfenbüttel: Stadt Wolfenbüttel, Cramme und Flöthe (Samtgemeinde Oderwald), Schladen-Werla
- im Landkreis Goslar: Liebenburg, Langelsheim
- im Landkreis Wolfenbüttel: Sehlde, Haverlah, Elbe, Baddeckenstedt und Burgdorf (Samtgemeinde Baddeckenstedt)
- im Landkreis Hildesheim: Söhlde
- im Landkreis Peine: Lengede und Vechelde

| Hannover 69 km   | Peine 28 km                                 | Braunschweig 23 km |
| Hildesheim 37 km | Kompassrose, die auf Nachbargemeinden zeigt | Wolfenbüttel 14 km |
| Göttingen 92 km  | Goslar 33 km                                | Halberstadt 62 km  |

* Entfernungen sind gerundete Straßenkilometer bis zum Ortszentrum

## Geschichte

### Vorgeschichte bis 1829
Erste Belege für die Anwesenheit des Menschen im Gebiet von Salzgitter ergeben sich durch den archäologischen Fundplatz Salzgitter-Lebenstedt, an dem 1952 Knochenstücke von Mammuts, Rentieren und Neandertalern ausgegraben wurden. Die in der Region lagernden riesigen Eisenerzvorkommen waren schon um Christi Geburt bekannt. In Rennöfen wurde das Erz von Germanen verhüttet.

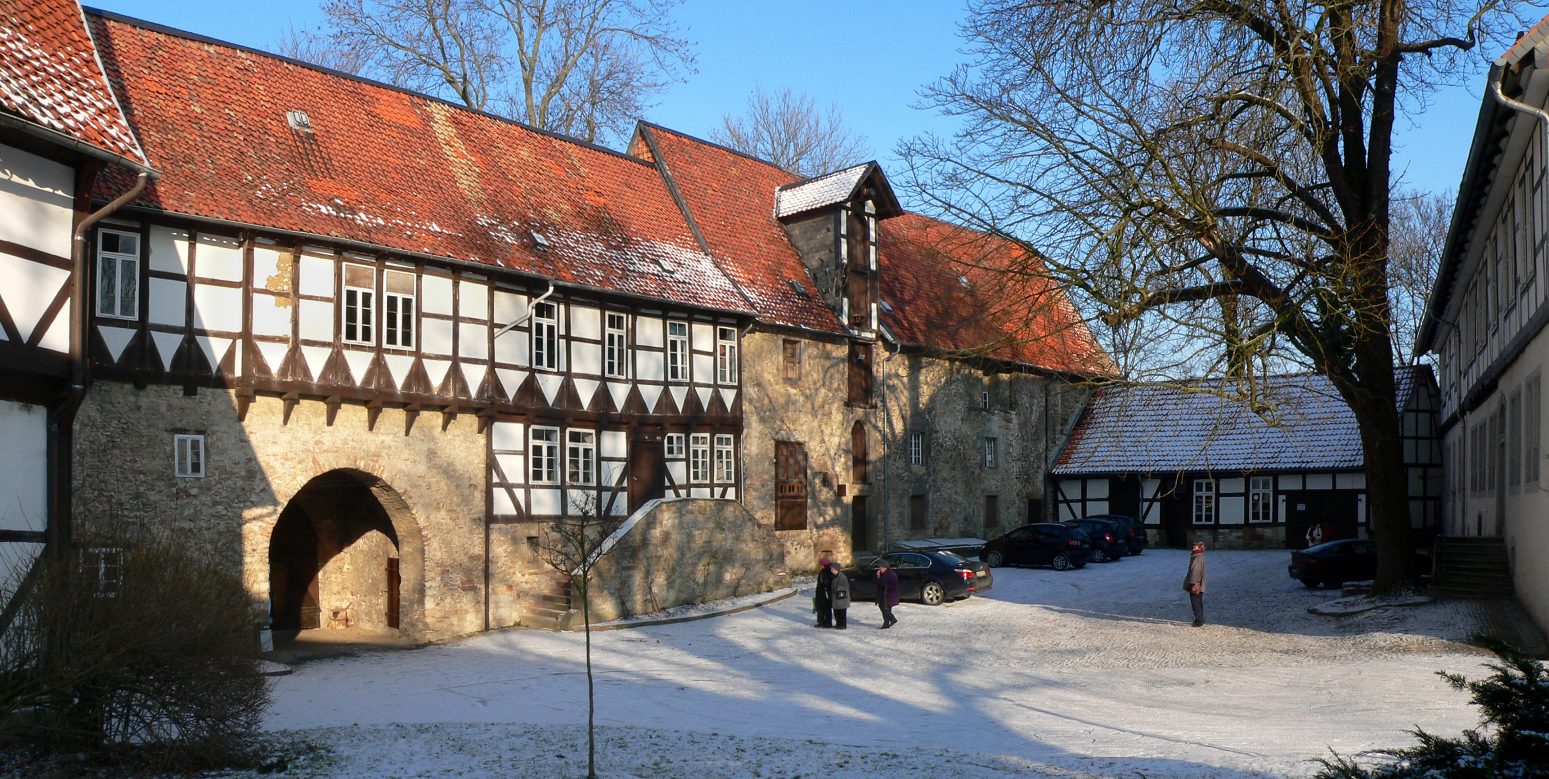
Innenhof der Burg Gebhardshagen

Während der Sachsenkriege Karls des Großen (von 772 bis 804) wurde das sächsische Volk gewaltsam unterworfen, christianisiert und in das Fränkische Reich eingegliedert. Um 1150 erbaute Heinrich der Löwe, Herzog von Sachsen und Bayern, auf dem Lichtenberg eine Burg zum Schutz der Handelsstraße nach Braunschweig. 1154 wurde die Burg Gebhardshagen als „hus to dem Haghen“ erstmals urkundlich erwähnt. Kaiser Friedrich Barbarossa eroberte im Jahr 1180 nach der Ächtung Heinrichs des Löwen die Burg Lichtenberg. Um die Wende vom 12. zum 13. Jahrhundert verfasste Gerhard von Steterburg, Propst des Kanonissenstifts Steterburg, die Steterburger Annalen (Annales Stederburgenses), eine Chronik des Stifts von der Gründung im Jahre 1000 bis zum Tod Heinrichs des Löwen im Jahr 1195. In der Folge bildeten sich ab 1235 im nördlichen Harzvorland das Hochstift Hildesheim und das Herzogtum Braunschweig-Lüneburg.
Zu Anfang des 14. Jahrhunderts entstand der heutige Stadtteil Salzgitter-Bad um Solequellen an der Grenze der Gemarkungen der Dörfer Vepstedt (später aufgegangen), Gitter und Kniestedt. Den Namen Salzgitter erhielt die Siedlung vom benachbarten Dorf und heutigen Stadtteil Gitter (erste Nennung 1347 als „up dem solte to Gytere“). Nach 200 Jahren der Salzgewinnung in der Saline Salzliebenhalle erhielten die Bauern auf dem Gebiet des heutigen Salzgitter-Bad um 1350 das Stadtrecht, doch verlor die Stadt diese Rechte beim Übergang vom Hochstift Hildesheim an das Fürstentum Braunschweig-Wolfenbüttel Anfang des 16. Jahrhunderts. Nach 1643 gehörte das damalige Salzgitter(-Bad) wieder zum Hochstift Hildesheim. Bei dessen Übergang an Preußen 1803 (Reichsdeputationshauptschluss) wurden die Stadtrechte wieder bestätigt, doch bereits 1815, als die Stadt dem Königreich Hannover einverleibt wurde, erneut aberkannt.
Die Salzgitterschen Musikanten (die Klesmer) gingen von 1815 bis 1906 in die Welt. Durch das Erliegen des Spinnens und Webens im gesamten Südhannover waren die Häuslinge und Handwerker dieses Gebietes in Not geraten. Sie wandten sich der Musik zu und eroberten mit ihr die europäischen Staaten, Nord- und Südamerika und Australien. Mit den „Salzgitterschen“ Musikanten zogen Einwohner aus 86 südhannoverschen und braunschweigischen Städten und Dörfern in die Welt.

### 1830 bis 1932
1830 wurde in Salzgitter-Bad ein Solbad eingerichtet. Nach der Annektierung des Königreichs Hannover durch Preußen (Provinz Hannover) 1866 wurde der Ort eine preußische Kommune, die im Jahre 1929 erneut die Stadtrechte erhielt. Zuvor waren Vorsalz (1926, bis 1739 Petershagen genannt) und Liebenhalle (1928) eingemeindet worden. Die Stadt gehörte zum Landkreis Goslar und umfasste neben der Kernstadt Salzgitter(-Bad) auch einige kleine, heute nicht mehr abgrenzbare Siedlungen, zum Beispiel Gittertor (1936 von Gitter übernommen). 1938 erfolgte die Eingliederung von Kniestedt.
Ab 1868 sind erste Ansätze für den Industriestandort Salzgitter zu registrieren, als Emil Langen aus Solingen (1824–1870) am Gittertor in Salzgitter-Bad die Aktiengesellschaft Eisenwerk Salzgitter mit vier Hochöfen, Kokereien und Gießhallen errichtete. 1870 verunglückte er durch eine Hochofenexplosion tödlich und 1874 wurde das Unternehmen Opfer des Wiener Börsen- und Bankkrachs.
Die Burgruine Lichtenberg wurde von 1892 bis 1893 restauriert und der Bergfried der Burg neu errichtet. 1911 erbaute man in Salzgitter-Bad ein neues Badehaus. Herzog Ernst August von Braunschweig verkaufte 1920 die Saline an die Saline Liebenhalle GmbH Hannover. Die Saline verkam und wurde in einzelnen Bauwerken 1934 zwangsversteigert. Der weit über Deutschland hinaus bekannte Bohrunternehmer und Pionier der Tiefbohrtechnik Anton Raky fand 1922 sein Interesse am Ort und siedelte sich in Salzgitter-Bad an.

### 1933 bis 1945
Zur Ausbeutung der großen Eisenerzvorkommen im Gebiet von Salzgitter, die schon 1310 erstmals erwähnt wurden, gründeten die Nationalsozialisten am 15. Juli 1937 die Reichswerke Hermann Göring (Hermann-Göring-Werke). Der Raum zwischen Goslar, Wolfenbüttel und Braunschweig wurde in dieser Zeit eine der größten Baustellen Europas. Viele landwirtschaftliche Betriebe wurden in das Gebiet von Hannover umgesiedelt. Die Generalbauleitung unterlag Herbert Rimpl. Mitarbeitende Architekten waren Walter Tralau und Werner Hebebrand sowie der Garten- und Landschaftsplaner Wilhelm Heintz.
Der Aufbau des Werks erforderte eine einheitliche Verwaltungsstruktur im gesamten Raum, und so wurde gemäß Salzgitter-Gesetz vom 25. Juni 1941 mit Wirkung zum 1. April 1942 ein einheitlicher Stadtkreis (kreisfreie Stadt) errichtet. Zu diesem Zweck wurden die damalige Stadt Salzgitter (das heutige Salzgitter-Bad) und die ebenfalls zum Landkreis Goslar gehörigen Gemeinden Beinum, Flachstöckheim, Groß-Mahner, Hohenrode, Ohlendorf und Ringelheim (insgesamt 7 Gemeinden) sowie die zum braunschweigischen Landkreis Wolfenbüttel gehörigen Gemeinden Barum, Beddingen, Bleckenstedt, Bruchmachtersen, Calbecht, Drütte, Engelnstedt, Engerode, Gebhardshagen, Hallendorf, Heerte, Immendorf, Lebenstedt, Lesse, Lichtenberg, Lobmachtersen, Osterlinde, Reppner, Salder, Thiede-Steterburg (heute nur noch Thiede) und Watenstedt (insgesamt 21 Gemeinden) zum Stadtkreis Watenstedt-Salzgitter vereinigt. Die neue kreisfreie Stadt wurde mit dem verbleibenden Rest des Landkreises Goslar in das Land Braunschweig eingegliedert. Im Gegenzug gab das im Rahmen der Gleichschaltung gebildete Land Braunschweig den Landkreis Holzminden an die preußische Provinz Hannover ab. Mit dem bereits 1940 nach Salzgitter-Bad eingemeindeten Dorf Gitter hatte die junge Großstadt somit ab 1942 zunächst 28 Stadtteile. Gitter erhielt erst 1949 den Status eines selbständigen Stadtteils und wurde so zum 29. Stadtteil Salzgitters.
Im Zweiten Weltkrieg wurde Salzgitter durch zahlreiche US-amerikanische und britische Bombardierungen stark zerstört. Am 10. April 1945 nahmen amerikanische Truppen das Stadtgebiet ein.

### 1946 bis 1999
Nach dem Zweiten Weltkrieg wurde das Land Braunschweig Teil des Landes Niedersachsen und Watenstedt-Salzgitter somit ein Stadtkreis innerhalb des nunmehrigen Verwaltungsbezirks Braunschweig (später Regierungsbezirk Braunschweig). 1951 wurde die Stadt in Salzgitter umbenannt, alle Stadtteile erhielten zu ihrem Ortsnamen den Vorsatz Salzgitter, z. B. Salzgitter-Salder. Da der Stadtteil Salzgitter dann Salzgitter-Salzgitter geheißen hätte, erhielt er wegen des dortigen Solebads den Zusatz Bad, als ein Teil von Salzgitter aber hinter dem Ortsnamen (Salzgitter-Bad).
Im Jahre 1949 beschloss die interalliierte Reparationskommission in Brüssel die Demontage von 90 % der Hütte. Mit der Erhebung der Stahlarbeiter 1950 gegen diesen Beschluss begann die Einstellung der Demontage in Deutschland. Von 1959 bis 1963 wurde das Rathaus in Lebenstedt errichtet. 1960 eröffnete Blaupunkt sein Werk in Salzgitter; Volkswagen folgte 1969.
1961 nahm die Zentrale Erfassungsstelle der Landesjustizverwaltungen in Salzgitter ihre Arbeit auf. Diese hatte die Aufgabe, Hinweisen auf Gewaltanwendung  an der innerdeutschen Grenze und im Strafvollzug der DDR nachzugehen und Beweismittel darüber zu sammeln.
1972 wurde das Thermalsolbad am Greifpark in Salzgitter-Bad der Öffentlichkeit übergeben. Das 1911 erbaute alte Badehaus wurde abgerissen. MAN übernahm in diesem Jahr mit Büssing auch deren Werk in Watenstedt. Im Zuge der niedersächsischen Gebietsreform wurden zum 1. März 1974 die Gemeinden Üfingen und Sauingen (Landkreis Wolfenbüttel) eingegliedert. Seither besteht das Stadtgebiet Salzgitters aus 31 Stadtteilen.

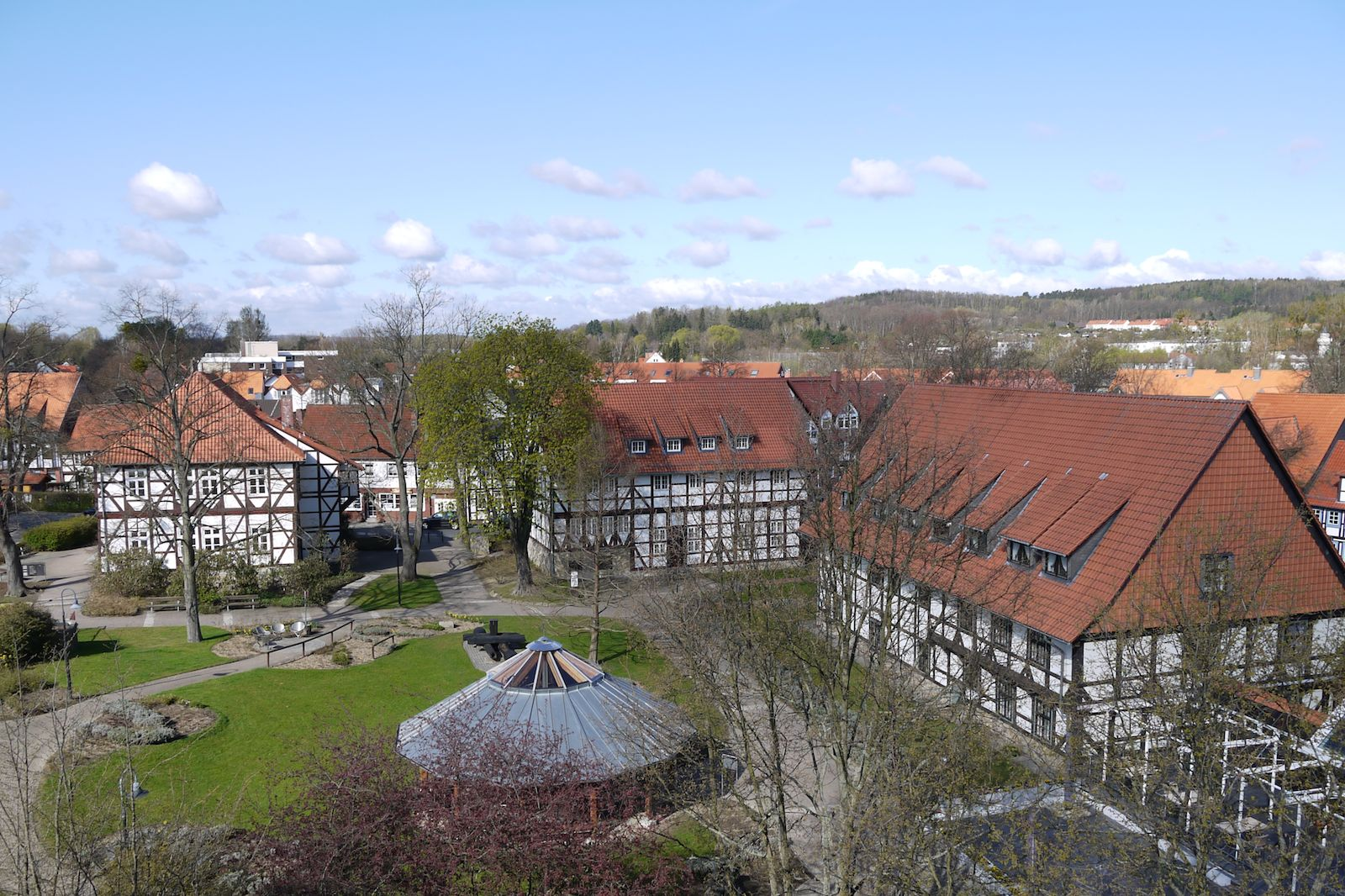
„Traditionsinsel“ in der Altstadt von Salzgitter-Bad

Seit 1985 produziert die Robert Bosch Elektronik GmbH in Salzgitter. Bis 1982 wurde in Salzgitter Bergbau (Eisenerz) betrieben. Im ehemaligen Eisenerzbergwerk Konrad wird seit 1975 ein Endlager für radioaktive Abfälle geplant. 1975 wurde der Salzgittersee in der geplanten Größe von 75 ha fertiggestellt. Die Baggerarbeiten waren im Oktober 1960 begonnen, dabei fanden sich in seinem Kiesgrund beachtliche Reste von Mammut, Wisent, Auerochs und Nashorn. Im Januar 1978 wurde am Salzgittersee die Eissporthalle ihrer Bestimmung übergeben. In Salzgitter-Bad wurde 1983 die sogenannte „Traditionsinsel“ aus sanierten Altstadtbauten vollendet. Zwei Jahre später erfolgte die staatliche Anerkennung von Salzgitter-Bad als Ort mit Sole-Kurbetrieb.
Salzgitter wurde im Jahr 1989 Sitz des Bundesamtes für Strahlenschutz.
Im Jahre 1992 wurde die Zentrale Erfassungsstelle der Landesjustizverwaltungen aufgelöst. Die Behörde hatte in den drei Jahrzehnten ihres Bestehens rund 42.000 Gewaltakte in der damaligen DDR erfasst. Nach vollzogener Einheit übergab sie die Akten an die in den jeweiligen Orten zuständigen Staatsanwaltschaften. Salzgitter beging 1992 seinen 50. Geburtstag. In diesem Jubiläumsjahr war die Stadt am Ostermontag Zielort der Internationalen Niedersachsen-Rundfahrt der Radamateure.
In den Jahren 1993 und 2001 war Salzgitter Ausrichter des Kulturfestes Tag der Braunschweigischen Landschaft.
1994 errichtete die Ostfalia Hochschule für angewandte Wissenschaften eine Zweigstelle in Calbecht.
1995 erhielt Salzgitter mit dem Turm der Arbeit von Jürgen Weber ein Wahrzeichen: Fast 14 m hoch und mehr als 36,5 t schwer. Auf seiner Spitze erhebt sich der Probennehmer aus dem Hüttenwerk, der den Lebens- und Aufbauwillen der Menschen symbolisiert. In seiner Einmaligkeit in der Gegenwartskunst hält das Monument das Gedenken wach an den Aufbau von Industriegebiet und Stadt im Nationalsozialismus und an die Zwangsarbeit in den Reichswerken. Es erinnert ebenso an das Leiden und Sterben unzähliger Menschen auf der Flucht aus den ehemaligen deutschen Ostgebieten zum Ende des Zweiten Weltkriegs, an die Demontage von Industrieanlagen durch die Alliierten nach 1945 und den Widerstand der Arbeiter dagegen, aber zugleich an den Aufbau eines Wirtschaftsraumes zum drittgrößten Industriestandort Niedersachsens.
Der Neubau des Bundesamtes für Strahlenschutz war 1997 bezugsfertig. Das Citytor, ein ehemaliges Kaufhausgebäude, wurde 1998 eröffnet. Neben vielen Läden befindet sich auch ein Großkino mit sieben Spielstätten darin. Im Atrium des Rathauses wurde das Bürger-Center eingerichtet, um den Kundenservice der Stadtverwaltung für die Bürger zu verbessern.

### 2000 bis heute
Im Jahr 2001 wurde der Oberbürgermeister zum ersten Mal direkt gewählt und übernahm auch die Aufgaben des bisherigen Oberstadtdirektors. Erster Oberbürgermeister der neuen Form wurde Helmut Knebel. Zum 60. Geburtstag (2002) wurde Salzgitter Oberzentrum in Niedersachsen. Die erste 5-Mast-Wasserskiseilbahn zwischen Harz und Heide wurde 2004 eröffnet. In diesem Jahr wurde auch die neue Trampolinhalle der TG Jugenddorf offiziell ihrer Bestimmung übergeben. Am 2. Juni 2005 produzierte der Norddeutsche Rundfunk (NDR) eine Folge der Sendung Aktuelle Schaubude live vor Schloss Salder. Mit Frank Klingebiel wurde 2006 erstmals ein Oberbürgermeister für acht Jahre gewählt. Die Kinderuniversität wurde 2007 offizielles UN-Weltdekade-Projekt. Seit dem 1. Januar 2008 hat Salzgitter als erste Stadt in Niedersachsen eine Kinderbeauftragte. Der Kindertagesstättenbesuch ist seit dem 1. August 2008 beitragsfrei. Im Januar 2008 fusionierten die Wasser- und Energieversorgungsgesellschaft Salzgitter (WEVG Salzgitter) und das Energieversorgungsunternehmen Avacon AG. Im Juni des Jahres 2008 wurde das Einkaufszentrum City-Carrée eröffnet. Vor dem einstigen Gebäude der Zentralen Erfassungsstelle der Landesjustizverwaltungen wurde am 9. November 2009 (Jahrestag des Mauerfalls) ein Teilstück der ehemaligen Berliner Mauer, versehen mit einer Bronzeplatte, präsentiert. Der Start der Integrierten Gesamtschule war im August 2010. Im Herbst 2010 wurde der Neubau des Klinikums in Lebenstedt fertiggestellt, im Herbst 2011 ein Nutzfahrzeug-Logistikzentrum in Watenstedt und im Herbst 2012 die Technikzentrale eines Energieversorgers in Lebenstedt. Seit 2013 wird die Innenstadt von Salzgitter-Lebenstedt mit Sanierungen und Neubauten kontinuierlich verändert, so ist unter anderem ein neues, modernes Einkaufszentrum entstanden. Ende 2014 kam ein neuer Busbahnhof hinzu. Im Jahr 2015 eröffnete in der Reppnerschen Bucht des Salzgittersees ein Restaurant. Auf der anderen Seite des Sees startete 2016 die Erweiterung und Modernisierung des Hallenfreibads, die 2019 mit dem neuen Namen „Stadtbad“ abgeschlossen wurde. Die umfangreiche Sanierung der Albert-Schweitzer-Straße wurde im Jahr 2017 beendet. Im Jahre 2017 wurde Salzgitter in die 27. Auflage des Dudens aufgenommen. Am 1. April 2022 hatte die Stadt ihren 80. Geburtstag.

### Eingemeindungen

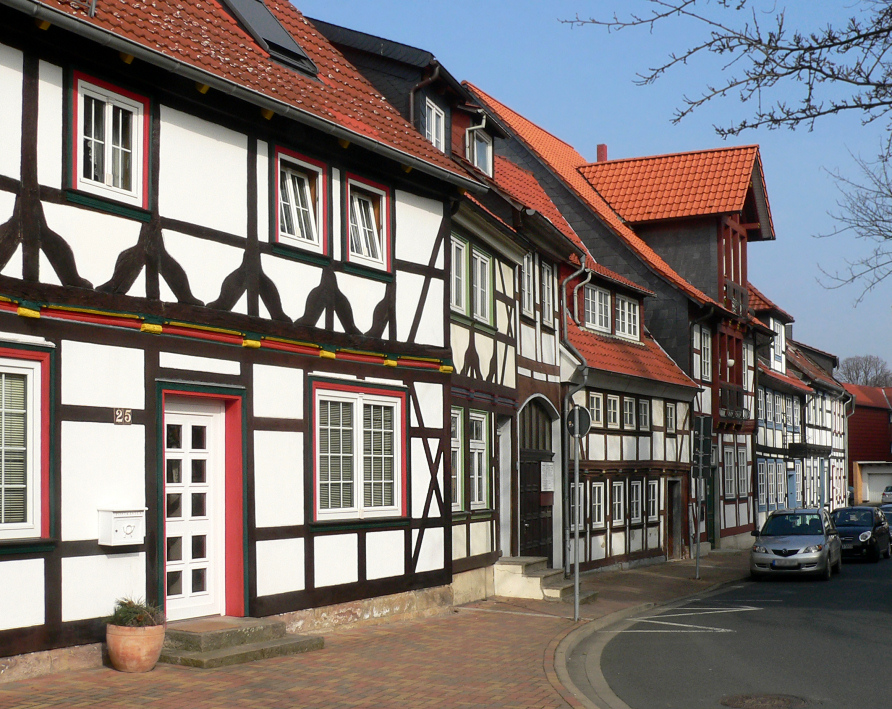
Der heutige Ortsteil Salzgitter-Bad war namensgebend für die 1942 gebildete Stadt Salzgitter. Im Bild: Fachwerkhäuser in der Altstadt.

Am 1. April 1942 kam es zur Bildung der kreisfreien Stadt Watenstedt-Salzgitter (1951 Umbenennung in Salzgitter) durch Vereinigung folgender Gemeinden:
- vom Landkreis Goslar:
  - Stadt Salzgitter (heutiges Salzgitter-Bad, damals auch Bad Salzgitter genannt, bereits 1940 wurde Gitter hierhin eingemeindet)
  - Gemeinden Beinum, Flachstöckheim, Groß Mahner, Hohenrode, Ohlendorf und Ringelheim
- vom Landkreis Wolfenbüttel:
  - Gemeinden Barum, Beddingen, Bleckenstedt, Bruchmachtersen, Calbecht, Drütte, Engelnstedt, Engerode, Gebhardshagen, Hallendorf, Heerte, Immendorf, Lebenstedt, Lesse, Lichtenberg, Lobmachtersen, Osterlinde, Reppner, Salder, Thiede-Steterburg (heute nur noch Thiede) und Watenstedt

Im Zuge der Gebietsreform in Niedersachsen, die am 1. März 1974 stattfand, wurden die Gemeinden Sauingen und Üfingen, die dem Landkreis Wolfenbüttel angehörten, eingegliedert.

### Einwohnerentwicklung

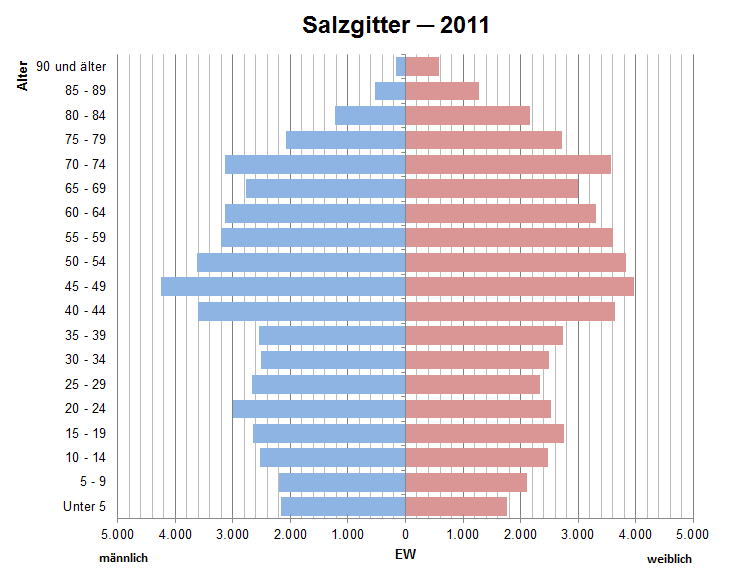
Bevölkerungspyramide für die Stadt Salzgitter (Datenquelle: Zensus 2011)

Mit dem Zusammenschluss der Stadt Salzgitter und weiterer 27 Gemeinden zur Stadt Watenstedt-Salzgitter am 1. April 1942 überschritt die Einwohnerzahl der Stadt die Grenze von 100.000, wodurch sie zur Großstadt wurde. Am 24. Januar 1951 erfolgte die Umbenennung in Salzgitter. 1974 erreichte die Bevölkerungszahl mit 121.711 ihren historischen Höchststand. In den Jahren 2012 (98.095), 2013 (98.197) und 2014 (98.966) wurde nur eine Einwohnerzahl von unter 100.000 erreicht, womit Salzgitter für einige Jahre nicht mehr Großstadt war – erst 2015 wurde die 100.000-Grenze wieder überschritten. Bei Anwendung der Ergebnisse des Zensus 2011 ergibt sich bereits für Ende 2011 eine Einwohnerzahl von nur 98.588.
Die folgende Übersicht zeigt die Einwohnerzahlen nach dem jeweiligen Gebietsstand. Bis 1833 handelt es sich meist um Schätzungen, danach um Volkszählungsergebnisse oder amtliche Fortschreibungen der jeweiligen Statistischen Ämter beziehungsweise der Stadtverwaltung selbst. Die Angaben beziehen sich ab 1843 auf die „Ortsanwesende Bevölkerung“ und ab 1925 auf die Wohnbevölkerung. Vor 1843 wurde die Einwohnerzahl nach uneinheitlichen Erhebungsverfahren ermittelt.
| Jahr | Einwohner  | Quelle |
| ---- | ---------- | ------ |
| 1539 | 0 650      |        |
| 1790 | 1.550      |        |
| 1821 | 2.258      | [ 14 ] |
| 1848 | 2.654      | [ 14 ] |
| 1871 | 2.752      | [ 14 ] |
| 1885 | 2.681      | [ 14 ] |
| 1905 | 2.837      | [ 14 ] |
| 1925 | 2.852      | [ 14 ] |
| 1933 | 3.033      | [ 14 ] |
| 1939 | 9.474      | [ 14 ] |
| 1942 | 108.480 ³0 |        |
| 1946 | 93.0320    | [ 14 ] |
| 1950 | 100.66700  | [ 17 ] |
| 1956 | 100.29400  | [ 17 ] |
| 1961 | 110.276 ¹  | [ 12 ] |
| 1965 | 116.928 ³  | [ 14 ] |
| 1970 | 118.201 ²  | [ 12 ] |

| Jahr | Einwohner | Quelle |
| ---- | --------- | ------ |
| 1973 | 117.7920  | [ 18 ] |
| 1975 | 117.341 ³ | [ 15 ] |
| 1980 | 113.600 ³ | [ 15 ] |
| 1985 | 105.958 ³ | [ 15 ] |
| 1990 | 114.355 ³ | [ 15 ] |
| 1995 | 117.713 ³ | [ 15 ] |
| 2000 | 112.302 ³ | [ 15 ] |
| 2005 | 107.726 ³ | [ 15 ] |
| 2010 | 102.394 ³ | [ 15 ] |
| 2015 | 101.079 ³ | [ 15 ] |
| 2020 | 103.866 ³ | [ 15 ] |
| 2021 | 103.694 ³ | [ 15 ] |
| 2022 | 104.548 ³ | [ 15 ] |
| 2023 | 105.039 ³ | [ 15 ] |
| 2024 | 107.483 ³ | [ 15 ] |

¹ Volkszählungsergebnis vom 6. Juni einschließlich der 1974 eingemeindeten Orte

² Volkszählungsergebnis vom 27. Mai einschließlich der 1974 eingemeindeten Orte

³ jeweils zum 31. Dezember

## Religionen

### Geschichte
Das Gebiet der heutigen Stadt Salzgitter gehörte im Mittelalter zum Bistum Hildesheim. 1568 führte Herzog Julius die Reformation ein. Es entstanden zwei Superintendenturen. Das südliche Gebiet der heutigen Stadt (Superintendentur Salzgitter) gehörte zum Land Hannover und damit zur Evangelisch-Lutherischen Landeskirche Hannovers (Konsistorium in Hildesheim), das nördliche Gebiet (Superintendentur Lebenstedt) zum Land Braunschweig und damit zur Evangelisch-Lutherischen Landeskirche in Braunschweig.
Mit Bildung der Stadt Watenstedt-Salzgitter 1942 wurde das ganze heutige Stadtgebiet sowohl politisch als auch kirchlich dem Land Braunschweig zugeordnet. Somit gehören heute alle Kirchengemeinden der Stadt Salzgitter zur Evangelisch-Lutherischen Landeskirche in Braunschweig. Die beiden Superintendenturen werden heute als Propsteien bezeichnet. Die beiden Propsteien Salzgitter-Bad und Salzgitter-Lebenstedt gehören zur Evangelisch-Lutherischen Landeskirche in Braunschweig; sie umfassen jedoch auch Kirchengemeinden, die nicht zur Stadt Salzgitter gehören.
Im Zusammenhang der Reichswerkegründung zogen verstärkt Katholiken in das Gebiet der heutigen Stadt, die bald gut 30 % der Bevölkerung ausmachten. Zunächst gehörte der nördliche Teil zur Pfarrgemeinde St. Petrus (Wolfenbüttel), während der südliche Stadtteil zu den Gemeinden St. Marien (Bad) und Abdon und Sennen (Ringelheim) gehörte. Gegen den Willen der damaligen Machthaber, die laut Befehl Adolf Hitlers (Juli 1939) keine weiteren Kirchenbauten zulassen wollten, gelang es der Diözese Hildesheim noch während des Krieges, insgesamt acht Gemeinden zu errichten. Hervorzuheben ist in diesem Zusammenhang die Tätigkeit des späteren Ehrenbürgers der Stadt Salzgitter, Ehrendomkapitular Johannes Wosnitza († 1995). Nach dem Krieg errichtete das Bistum Hildesheim in Salzgitter ein eigenes Dekanat, das im 2007 neu errichteten Dekanat Goslar–Salzgitter aufging.
Neben den beiden großen Kirchen gibt es auch Gemeinden, die zu Freikirchen gehören, darunter eine Evangelisch-Freikirchliche Gemeinde (Baptisten), die Gemeinde Gottes, eine Brüdergemeinde, eine Freie evangelische Gemeinde (FeG), eine Christengemeinde Elim und die Freikirche der Siebenten-Tags-Adventisten. Ferner gibt es auch mehrere Neuapostolische Kirchen und Königreichssäle der Zeugen Jehovas in der Stadt. Durch die Zuwanderung ausländischer Arbeitnehmer in den 1970er Jahren gibt es heute zahlreiche islamische Moscheen, islamische Vereinigungen und eine alevitische Gemeinde in der Stadt.

### Konfessionsstatistik
| Jahr | evangelisch | römisch-katholisch | andere / ohne |
| ---- | ----------- | ------------------ | ------------- |
| 1933 | 85,5 %      | 12,2 %             | 2 %           |
| 1950 | 65,8 %      | 29,1 %             | 5,1 %         |
| 2000 | 44,9 %      | 20,2 %             | 34,9 %        |
| 2010 | 40,5 %      | 17,7 %             | 41,8 %        |
| 2020 | 30,6 %      | 14,3 %             | 55,1 %        |
| 2021 | 29,5 %      | 13,8 %             | 56,7 %        |
| 2022 | 28,1 %      | 13,2 %             | 58,6 %        |
| 2023 | 27,3 %      | 12,7 %             | 60,0 %        |
| 2024 | 26,2 %      | 12,2 %             | 61,6 %        |

Gemäß der Volkszählung 2011 waren 40,5 % der Einwohner evangelisch, 17,7 % römisch-katholisch und 41,9 % gehörten einer sonstigen oder keiner öffentlich-rechtlichen Religionsgesellschaft an. Nach einer Berechnung aus den Zensuszahlen für die Personen mit Migrationshintergrund lag der Bevölkerungsanteil der Muslime in Salzgitter 2011 bei 10,3 %. Zur Religionszugehörigkeit erklärte die Verwaltung der Stadt Salzgitter, dass mit Stand 30. Juni 2024 16,9 % der Gesamtbevölkerung muslimisch sind.

## Politik

### Rat
Zur letzten Kommunalwahl am 12. September 2021 waren rund 77.000 Wähler in Salzgitter aufgerufen, zum 18. Mal seit Bestehen der Bundesrepublik Deutschland den Rat als wichtigstes und oberstes Gemeindeorgan neu zu wählen. Der Rat der Stadt Salzgitter besteht aus 46 Ratsfrauen und Ratsherren. Dies ist die festgelegte Anzahl für eine Stadt mit einer Einwohnerzahl zwischen 100.001 und 125.000 Einwohnern. Die Ratsmitglieder werden durch eine Kommunalwahl für jeweils fünf Jahre gewählt. Die aktuelle Amtszeit beginnt am 3. November 2021 und endet am 31. Oktober 2026.
Stimm- und sitzberechtigt im Rat ist außerdem der hauptamtliche Oberbürgermeister.
Die Kommunalwahl 2021 ergab das folgende Ergebnis:

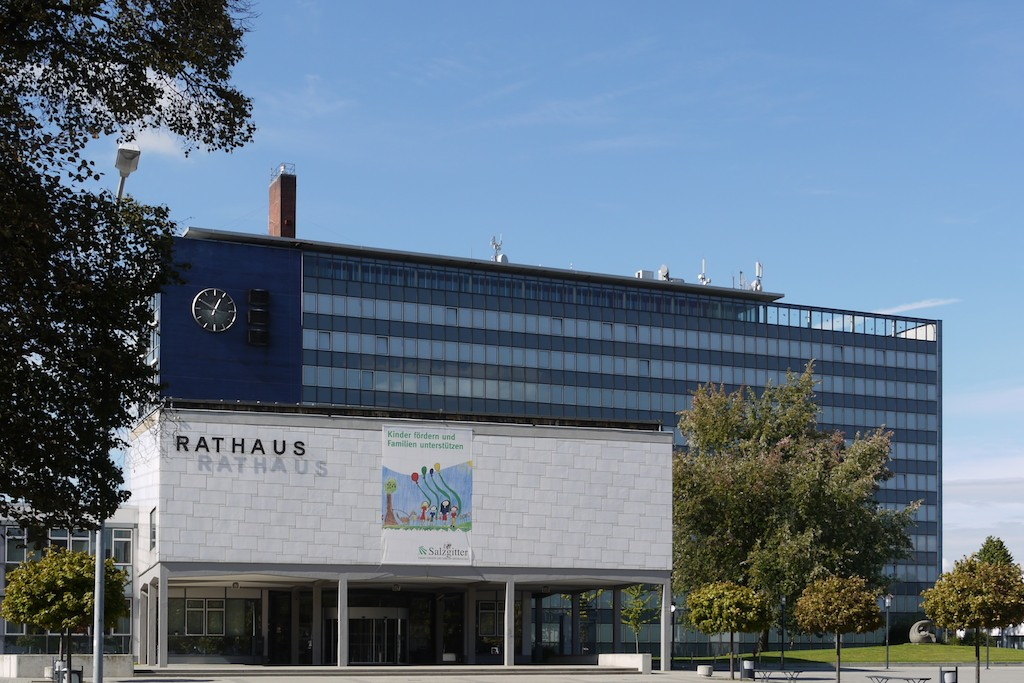
Modernistisches Rathaus der Stadt Salzgitter in Salzgitter-Lebenstedt

- Linke: 2
- SPD: 16
- Grüne: 4
- PARTEI: 1
- FW: 1
- M.B.S.: 1
- FDP: 2
- CDU: 14
- AfD: 5

| Parteien und Wählergemeinschaften | Parteien und Wählergemeinschaften           | Anteil in % 2021 | Sitze 2021 | Anteil in % 2016 | Sitze 2016 |
| --------------------------------- | ------------------------------------------- | ---------------- | ---------- | ---------------- | ---------- |
| SPD                               | Sozialdemokratische Partei Deutschlands     | 35,0             | 16         | 41,4             | 18         |
| CDU                               | Christlich Demokratische Union Deutschlands | 29,8             | 14         | 33,2             | 15         |
| AfD                               | Alternative für Deutschland                 | 10,5             | 5          | –                | –          |
| Grüne                             | Bündnis 90/Die Grünen                       | 8,5              | 4          | 7,3              | 3          |
| FDP                               | Freie Demokratische Partei                  | 5,0              | 2          | 3,7              | 2          |
| Linke                             | Die Linke                                   | 3,8              | 2          | 5,9              | 2          |
| FW                                | Partei Freie Wähler                         | 2,6              | 1          | –                | –          |
| M.B.S.                            | Mündige Bürger Salzgitter                   | 2,6              | 1          | 8,7              | 4          |
| Die PARTEI                        | Die PARTEI                                  | 1,6              | 1          | –                | –          |
| Sonstige                          |                                             | 0,7              | –          | –                | –          |
|                                   | OB Frank Klingebiel (CDU)                   |                  | 1          |                  | 1          |
| Gesamt                            | Gesamt                                      | 100              | 47         | 100              | 45         |

### Bürgermeister
An die Spitze der Stadt Watenstedt-Salzgitter wurde zunächst der Goslarer Landrat Rudolf Tiedemann (NSDAP) in der Funktion eines Staatskommissars als kommissarischer Bürgermeister eingesetzt. Nach dem Zweiten Weltkrieg führte die Militärregierung der Britischen Besatzungszone die Kommunalverfassung nach britischem Vorbild ein. Danach gab es einen vom Volk gewählten Rat. Dieser wählte aus seiner Mitte den Oberbürgermeister als Vorsitzenden und Repräsentanten der Stadt, welcher ehrenamtlich tätig war. Daneben gab es ab 1946 einen ebenfalls vom Rat gewählten hauptamtlichen Oberstadtdirektor als Leiter der Stadtverwaltung.
2001 wurde in Salzgitter die Doppelspitze in der Stadtverwaltung aufgegeben. Seither gibt es nur noch den hauptamtlichen Oberbürgermeister. Dieser ist Leiter der Stadtverwaltung und Repräsentant der Stadt. Er wird seit 2001 direkt vom Volk gewählt. Erster direkt gewählter Oberbürgermeister wurde Helmut Knebel (SPD), der sein Amt am 1. November 2001 antrat. Er war am 23. September 2001 in einer Stichwahl mit 55,5 % der Stimmen gewählt worden.
Jetziger Amtsinhaber ist Frank Klingebiel, der am 24. September 2006 in einer Stichwahl mit 51,7 % zum Oberbürgermeister gewählt wurde. Er trat sein Amt am 1. November 2006 an. Ihm zur Seite stehen bei der repräsentativen Vertretung die zwei Bürgermeister Stefan Klein (SPD) und Christian Striese (CDU). Bei den Oberbürgermeisterwahlen 2014 und 2021 wurde Klingebiel jedes Mal im Amt bestätigt, 2014 erzielte er im ersten Wahlgang 65 % der Stimmen, 2021 wurde er im ersten Wahlgang von 55 % der Wähler gewählt.
Neben dem Oberbürgermeister gibt es weiterhin einen eigenen Vorsitzenden des Rates (seit Mai 2022 Michael Letter (SPD), der nach jeder Kommunalwahl bei der konstituierenden Sitzung des Rates aus dessen Mitte gewählt wird.
Chronik der Oberbürgermeister seit 1942
- 1942–1945: Rudolf Tiedemann (NSDAP), Staatskommissar
- 1945: Carl Kobelt
- 1945: Clemens Recker (CDU)
- 1945–1948: Fritz Hartmann (SPD)
- 1948–1952: Wilhelm Höck (CDU)
- 1952–1956: Kurt Rißling (CDU)
- 1956–1968: Gustav Stollberg (SPD)
- 1968–1981: Willi Blume (SPD)
- 1981–1986: Rudolf Rückert (CDU)
- 1986–1996: Hermann Struck (SPD)
- 1996–2001: Rudolf Rückert (CDU)
- 2001–2006: Helmut Knebel (SPD)
- 2006–Dato: Frank Klingebiel (CDU)

Chronik der Oberstadtdirektoren 1946–2001
Seit 2001 gibt es die „Eingleisigkeit“, d. h. der Oberbürgermeister übernimmt seither die Aufgaben des Oberstadtdirektors.
- 1946–1947: Clemens Recker
- 1948–1972: Günther Paslat
- 1972–1980: Paul Intrup
- 1980–1992: Hendrik Gröttrup
- 1992–2001: Detlef Engster

### Verwaltungsausschuss
Das zweitwichtigste Organ der Stadt, nach dem Rat, ist der Verwaltungsausschuss. Vorsitzender ist der jeweilige Oberbürgermeister (seit November 2006: Frank Klingebiel). Stimmberechtigt sind neben dem Oberbürgermeister zehn Ratsmitglieder als Beigeordnete. Hinzu kommen drei Grundmandatsträger ohne Stimmrecht. 

### Finanzen
Zum 30. November 2016 war die Stadt Salzgitter mit einer Gesamtverschuldung von 391.339.304 Euro belastet. Die Pro-Kopf-Verschuldung von 3900 Euro ist eine der höchsten der Bundesrepublik Deutschland.

### Wappen

#### Aktuelles Wappen
Salzgitter kann auf eine bewegte Wappengeschichte zurückblicken. Im Gebiet der heutigen Stadt haben nämlich nicht weniger als fünf Wappen einander abgelöst (siehe: Alte Wappen). Der Entwurf des heutigen Kommunalwappens stammt von dem Heraldiker und Wappenmaler Gustav Völker, der sämtliche Wappen in der Region Hannover entworfen hat. Die Genehmigung des Wappens wurde zugleich mit der Änderung des Stadtnamens von Watenstedt-Salzgitter in Salzgitter, am 24. Januar 1951 durch den Niedersächsischen Minister des Innern erteilt.
| Wappen von Salzgitter | Blasonierung: „In Rot über silberner Zinnenmauer mit erhöhtem Giebel, wachsend ein silberner Hochofen, begleitet von zwei goldenen Ähren. Die Mauer ist belegt mit einem grünen Schild mit goldener Spitze. Oben in Grün zwei silberne Salzhaken, unten in Gold schwarze Schlägel und Eisen.“ |
| Wappen von Salzgitter | Wappenbegründung: Klemens Stadler meint hierzu in seinem Buch: „Das heutige Wappen betont durch die Mauer den Stadtcharakter, durch den Hochofen die bedeutende Industrie und die Ähren die im Bereich noch betriebene Landwirtschaft. Das Gezäh des Bergmanns bezeichnet den Erzabbau. Die Salzhaken stammen aus dem Wappen der 1942 eingemeindeten früheren Stadt Salzgitter (jetzt Ortsteil Salzgitter-Bad), das sie (bis 1854 zusammen mit einem bärtigen Kopf) seit dem 18. Jahrhundert führte.“ |

#### Alte Wappen

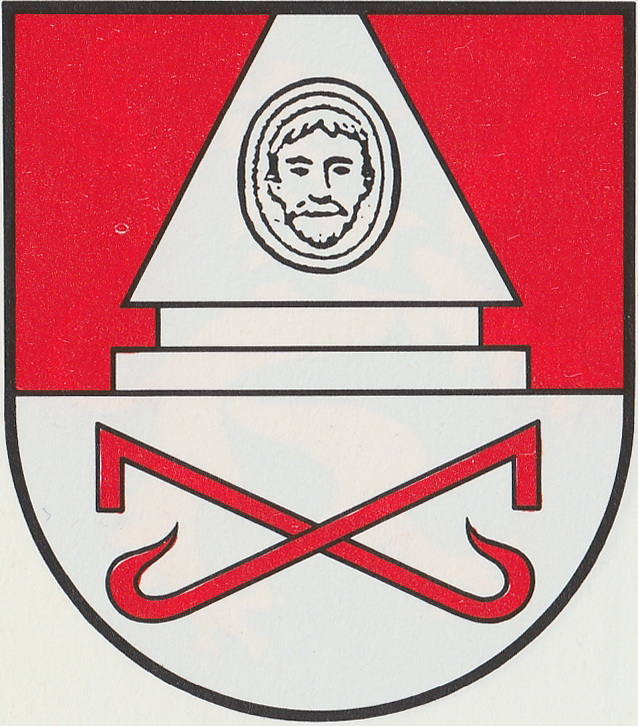
Wappen Salzliebenhalle (ab ca. 1750)
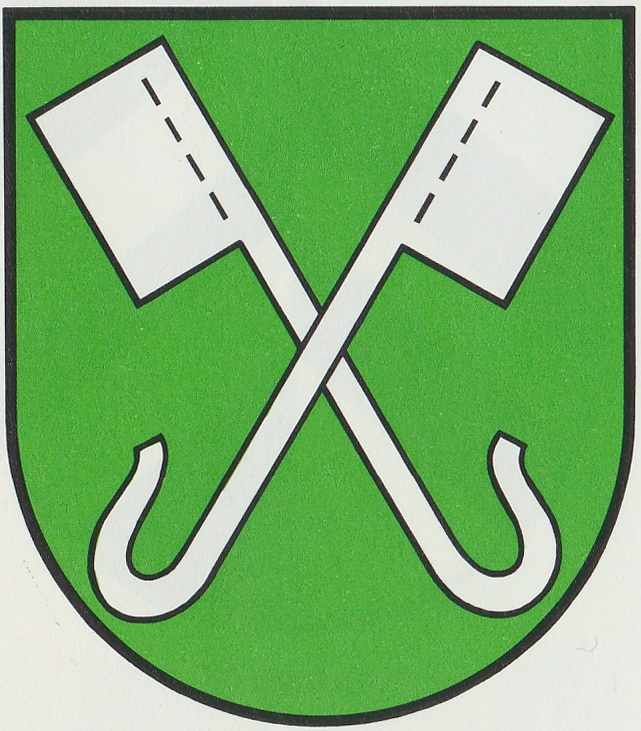
Wappen Salzgitter(-Bad) (1854–1936)
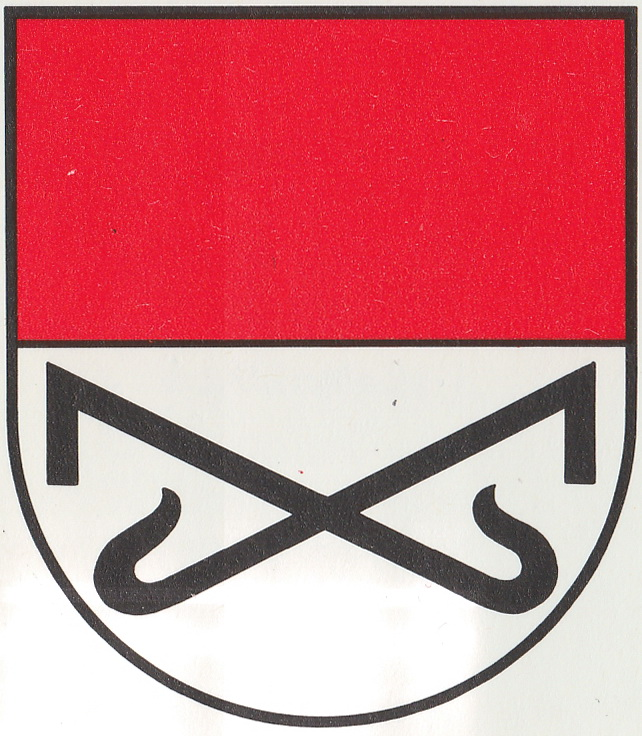
Wappen Salzgitter(-Bad) (1936–1942)
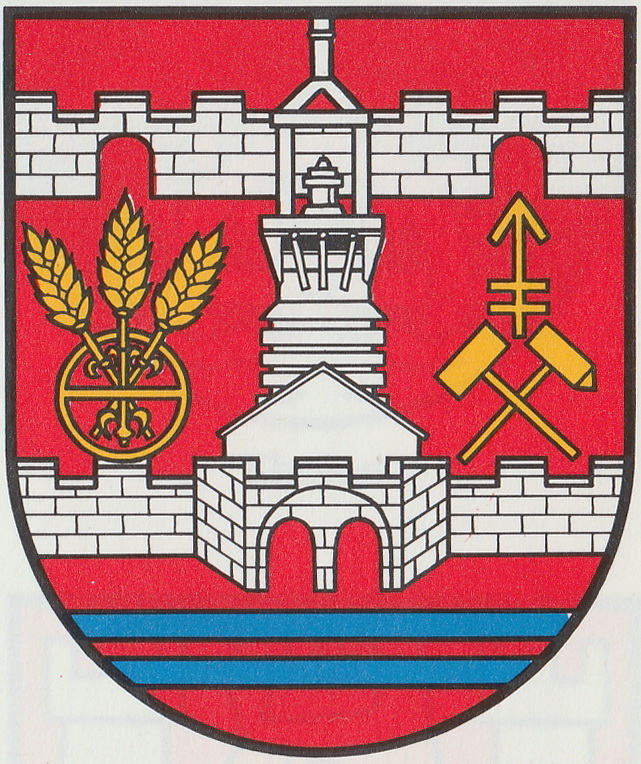
Wappen Watenstedt-Salzgitter (Entwurf, 1947–1949)

### Stadtflagge
Die Stadtflagge ist weiß mit roten Rändern belegt mit dem Wappen.

### Stadtlogo
Offiziell verwendet die Stadt Salzgitter, wie die meisten Städte, seit einigen Jahren das Stadtlogo, ein grünes Feld mit einem geschlängelten, sich zum Horizont hin verjüngenden weißen Weg. Seit dem 19. September 2007 hat die Stadt auch ein Kinderlogo, welches, orientiert am Stadtlogo, von einem Kind gemalt wurde. Dieses Kinderlogo wurde weiterentwickelt und befindet sich nun oberhalb des Stadtnamens „Salzgitter“, welcher links von der grün-weißen Grafik und unten von dem Schriftzug „Kinder fördern und Familien unterstützen“ begleitet wird.

### Städtepartnerschaften und Städtepatenschaft
Die Stadt Salzgitter unterhält mit folgenden Städten eine Städtepartnerschaft:
- Imatra, Finnland, seit 1970 (nicht beurkundet)[43]
- Swindon, Vereinigtes Königreich, seit 1975
- Créteil, Frankreich, seit 1980
- Stary Oskol, Russland, seit 1987
- Gotha, Deutschland, seit 1988

Die Stadt Salzgitter übernahm 1951 eine Städtepatenschaft für die oberschlesische Stadt Katowice und deren schlesische Bevölkerung.

## Kultur und Sehenswürdigkeiten

### Theater
Salzgitter verfügt über kein festes Theater beziehungsweise entsprechendes Gebäude. Kulturveranstaltungen finden an verschiedenen Orten statt. In Salzgitter-Lebenstedt befindet sich die Kulturscheune, welche für Veranstaltungen aller Art multifunktional ausgerüstet ist. Im Süden der Stadt in Salzgitter-Bad befindet sich die im 15. Jahrhundert erbaute Kniestedter Kirche. Seit 1985 wird sie als Veranstaltungshaus genutzt. Aber auch auf den Bühnen der Aulen in den Gymnasien Fredenberg und Salzgitter-Bad treten Ensembles auf. Daneben gibt es eine multifunktionale Eissporthalle, den Salzgittersee und den Schlosshof vom Schloss Salder. Von der Kleinkunstbühne, der Theatergruppe und dem Theaterverein werden Theateraufführungen angeboten.

### Kinos
In Salzgitter gibt es zwei Kinos: Ein Kino mittlerer Größe ist das Kultiplex in der Berliner Straße (in Lebenstedt) mit drei Kinosälen. Es verfügt über den größten Kinosaal in Salzgitter sowie die seltene 7-Kanal Digitaltontechnik. Das kleine Programmkino Cinema, in dem regelmäßig auch anspruchsvollere Filme gezeigt werden, befindet sich in der Angerpassage im Stadtteil Salzgitter-Bad. Ein weiteres, sehr bekanntes Kino war die Filmpassage (Focus Cinemas) im CityTor in Lebenstedt, welche 2021 den Betrieb eingestellt hat.

### Museen
Das Museum zur Stadtgeschichte gliedert sich in drei Abteilungen. In dem Museum können Besucher von den geologischen Anfängen, über die Ur- und Frühgeschichte, das Mittelalter und die Neuzeit bis hin zur Stadtentwicklung im 20. Jahrhundert Eindrücke sammeln. Im „Museum für Industrie, Technik, Arbeit und Mobilität“ wird die Industrie- und Technikgeschichte Salzgitters und der Region zwischen Harz und Heide seit dem 19. Jahrhundert dargestellt.
Star der Abteilung Geologie ist ein Fischsaurier, der Ichthyosaurier, der in der Unterkreidezeit vor 115 Millionen Jahren lebte, und dessen Skelett 1941 im in Salzgitter beginnenden Erzbergbau unter Tage entdeckt wurde. Im Museum zur Geschichte der Kindheit besteht eine in der Region einzigartige Spielzeugsammlung aus dem 19. und 20. Jahrhundert. Ziel der Ausstellung ist es auch, Einblicke in Lebensumstände der Kinder in dieser Region zu vermitteln.
Neben den Dauerausstellungen tragen eine Vielzahl an Wechsel- und Sonderausstellungen zum Museumsleben bei. Außerhalb der Museumsgebäude sind neben dem alten Backhaus und der Osterlinder Bockwindmühle im Mühlengarten Plastiken und Objekte von anerkannten Bildhauern zu sehen. Auf 2000 m2 wurde der Außenbereich Eiszeitgarten am 2. Juni 2006 fertiggestellt. Dieser zeigt die Lebensumstände der Neandertaler, die, wie die Funde an der Krähenriede in Salzgitter belegen, zu Beginn der letzten Eiszeit im nördlichen Vorharzland auf Jagd gingen.
Der ehemalige Kuhstall des Schlosses ist zur Kunsthalle der Stadt Salzgitter ausgebaut worden. Regelmäßig werden dort Werke aus der Städtischen Kunstsammlung zum Thema Arbeitswelt und Wechselausstellungen der modernen bildenden Kunst gezeigt. Der alljährlich veranstaltete Salon Salder zeigt Arbeiten aus den Ateliers niedersächsischer Künstler.
Im oder vor dem Schloss Salder finden auch folgende Veranstaltungen statt: Kindergeburtstage, Museumsfest/Mühlentag, Internationaler Museumstag, Stadtfrühstück, Kultursommer. Im Jahr 2008 wurde der 400. Jahrestag des Schlosses mit einem umfangreichen Jubiläumsprogramm gefeiert.

### Bibliotheken
Die Stadtbibliothek Salzgitter hat im Stadtteil Lebenstedt ihre Hauptstelle sowie Zweigstellen am Marktplatz in der Altstadt von Salzgitter-Bad und im Schulzentrum Fredenberg. Der Gesamtbestand an Medien betrug (Stand 2016) 119.000 Exemplare. Die Stadtbibliothek wurde zweimal mit dem Niedersächsischen Bibliothekspreis (1. Platz und 2. Platz) ausgezeichnet.
- Hauptstelle in Salzgitter-Lebenstedt: In dem 1990 bezogenen Neubau werden rund 69.000 Medien auf vier Etagen (2.350 m2 Fläche) vorgehalten.
- Zweigstelle in Salzgitter-Bad: Auf drei Etagen belegt diese 1972 eröffnete und 2013 erweiterte Zweigstelle mit etwa 36.000 Medien ca. 1000 m2 Fläche.
- Stadt- und Schulbibliothek Fredenberg: Diese 1974 gegründete Zweigstelle mit etwa 14.000 Medien wurde 2004 um 100 m2 auf etwa 500 m2 erweitert.

### Bauwerke

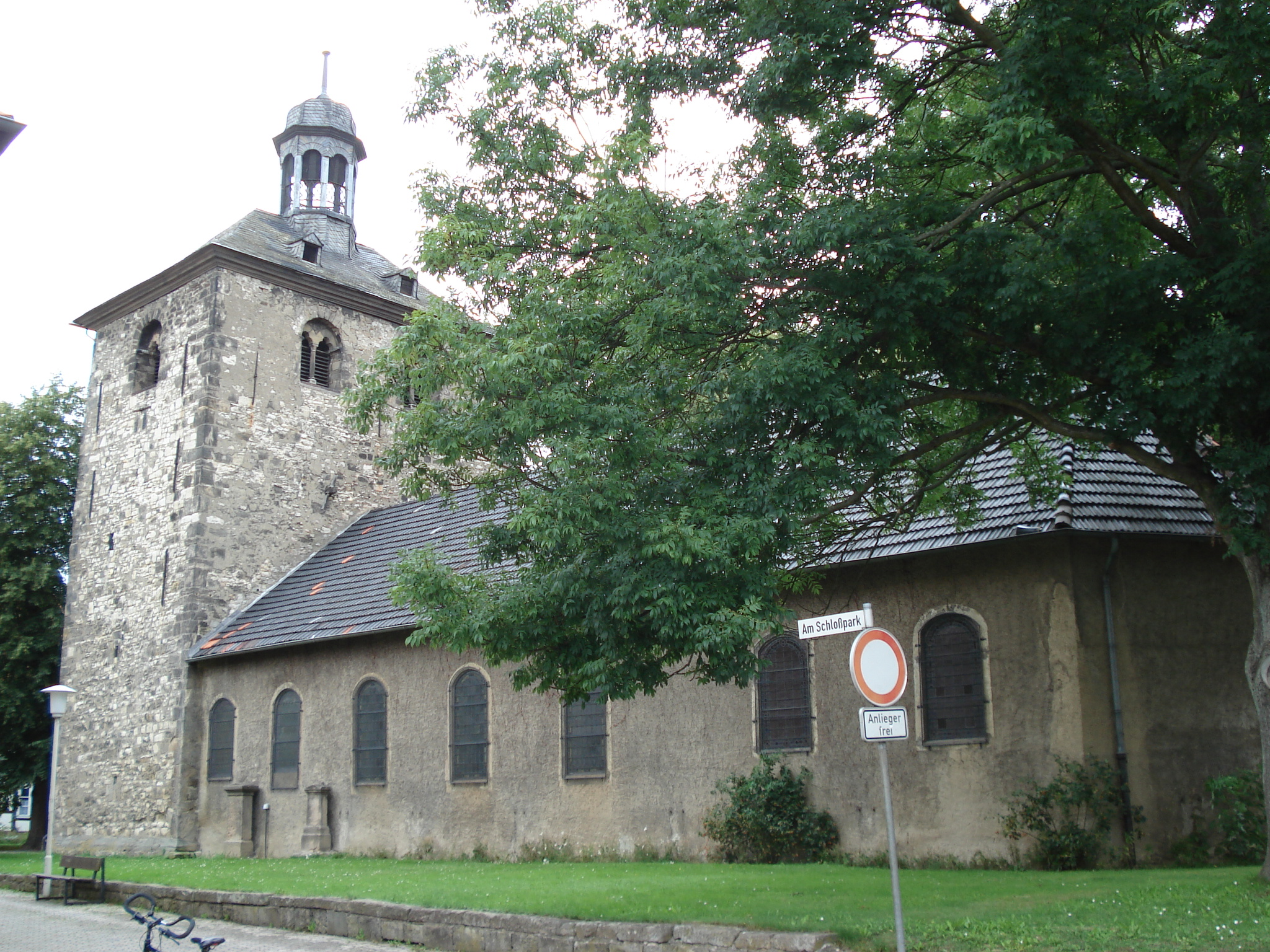
St.-Johannes-Kirche in Salzgitter-Ringelheim

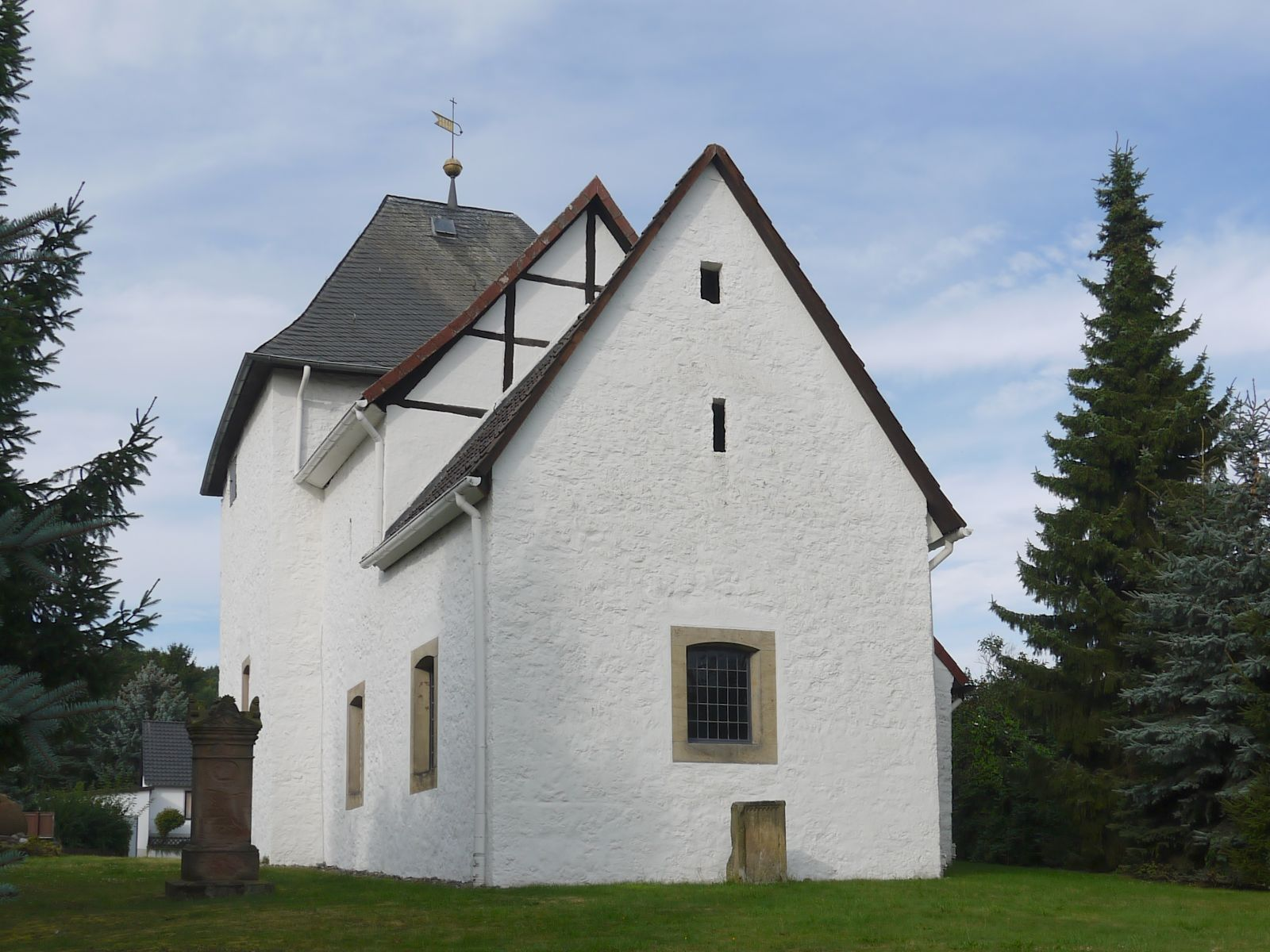
St.-Marien-Kirche in Salzgitter-Engerode – älteste Kirche Salzgitters

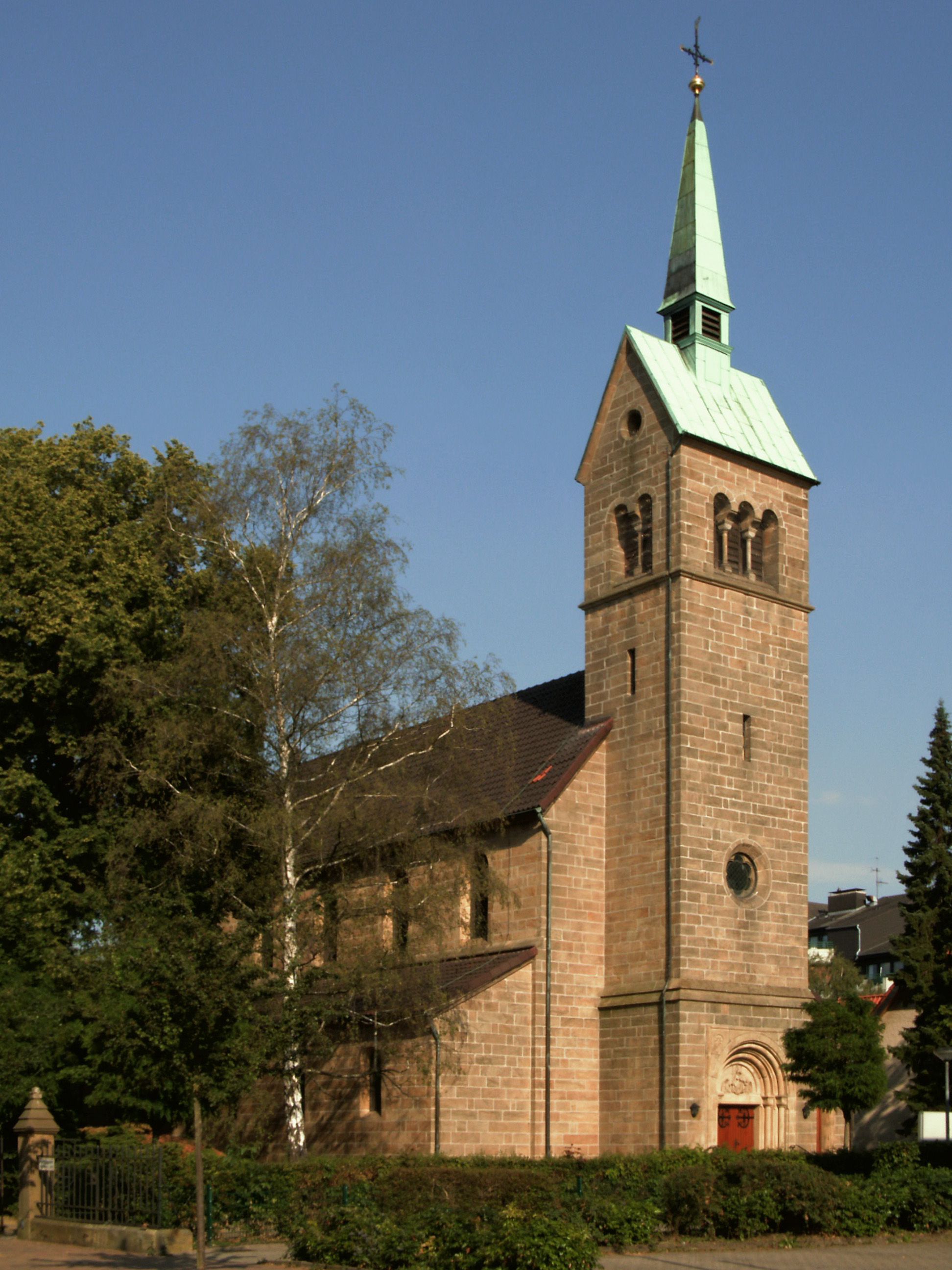
St.-Marien-Kirche in Salzgitter-Bad

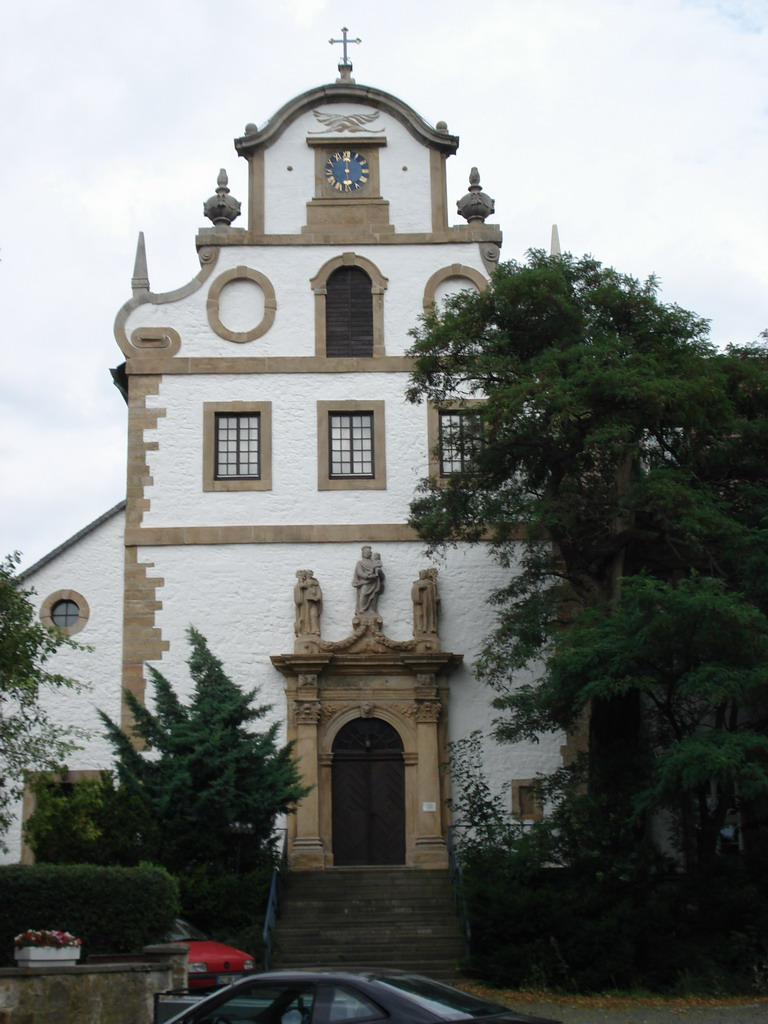
Klosterkirche St. Abdon und Sennen

#### Kirchen
Evangelisch-Lutherische Kirchenbauten
- Kirche Heilige Dreifaltigkeit in Salzgitter-Bad
- Kniestedter Kirche, ehemalige St.-Nikolai-Kirche in Salzgitter-Bad (heute Veranstaltungsraum)
- St.-Mariae-Jakobi-Kirche in Salzgitter-Bad, Wehrkirche, 1481 erbaut.
- Martin-Luther-Kirche in Salzgitter-Bad
- Vöppstedter Ruine – ehemalige kleine Dorfkirche in Salzgitter-Bad
- St.-Nikolai-Kirche in Salzgitter-Barum
- St.-Petri-KIrche in Salzgitter-Beddingen
- Dorfkirche in Salzgitter-Beinum
- Christuskirche in Salzgitter-Bleckenstedt
- Dorfkirche in Salzgitter-Bruchmachtersen
- St.-Petrus-Kirche in Salzgitter-Calbecht
- Michaeliskirche in Salzgitter-Drütte
- St.-Cosmas-und-Damian-Kirche in Salzgitter-Engelnstedt
- Wallfahrtskirche Engerode, um 1236 errichtete Kapelle, eine der ältesten Wallfahrtskirchen Niedersachsens mit freigelegten Fresken.
- Evangelische Kirche in Salzgitter-Flachstöckheim
- St.-Nicolai-Kirche in Salzgitter-Gebhardshagen
- Heilig-Kreuz-Kirche in Salzgitter-Gebhardshagen
- Christuskirche in Salzgitter-Gitter
- Dorfkirche von Groß Mahner, 1893 gebaut und eingeweiht.
- Evangelische Kirche von Salzgitter-Hallendorf
- St.-Petri-Kirche in Salzgitter-Heerte
- St.-Johannes-Kirche in Salzgitter-Immendorf
- St.-Andreas-Kirche in Salzgitter-Lebenstedt: Der Grundstein der heutigen Kirche wurde am 4. Mai 1857 gelegt. Die alte Kirche wurde im April 1857 abgerissen. Deren Alter wurde auf 500 Jahre geschätzt.
- St.-Johannes-Kirche in Salzgitter-Lebenstedt
- St.-Lukas-Kirche in Salzgitter-Lebenstedt
- St.-Markus Kirchengemeinde in Salzgitter-Lebenstedt
- Martin-Luther-Kirche in Salzgitter-Lebenstedt
- St.-Matthäus-Kirche in Salzgitter-Lebenstedt: Seit 2007 finden hier keine Gottesdienste mehr statt.
- St.-Paulus-Kirche in Salzgitter-Lebenstedt
- Friedenskirche in Fredenberg (Ortsteil von Salzgitter-Lebenstedt)
- St. Peter und Paul in Salzgitter-Lesse
- St.-Petrus-Kirche in Salzgitter-Lichtenberg
- Dorfkirche in Salzgitter-Lobmachtersen
- Kirche in Salzgitter-Ohlendorf
- St.-Georg-Kirche von Salzgitter-Osterlinde
- St.-Jacobi-Kirche von Salzgitter-Reppner
- St.-Johannes-Kirche in Salzgitter-Ringelheim
- Schlosskirche St. Maria Magdalena in Salzgitter-Salder, errichtet von 1713 bis 1717.
- St.-Paulus-Kirche in Salzgitter-Sauingen
- St.-Georg-Kirche in Salzgitter-Thiede
- Stift Steterburg in Salzgitter-Thiede, um 1000 gegründetes Damenstift; erhaltene Gebäudeteile aus dem 11. Jahrhundert. Das Wohnhaus der Äbtissin entstand 1691. Die Stiftskirche wurde 1752 errichtet.
- Dorfkirche in Salzgitter-Üfingen
- Dorfkirche in Salzgitter-Watenstedt

Katholische Kirchenbauten
- Christ-König-Kirche in Salzgitter-Bad (1959/1960 errichtet)
- St.-Marien-Kirche in Salzgitter-Bad, (1888/1889 errichtet)
- St.-Gabriel-Kirche in Salzgitter-Gebhardshagen (1953 errichtet)
- Heilig-Geist-Kirche in Salzgitter-Hallendorf (1961/1962 errichtet)
- St.-Elisabeth-Kirche in Salzgitter-Lebenstedt (1967–1969 errichtet, 2008 profaniert)
- St.-Joseph-Kirche in Salzgitter-Lebenstedt: (1956–1957 errichtet)
- St.-Maximilian-Kolbe-Kirche in Salzgitter-Lebenstedt (Fredenberg, 1976/1977 errichtet)
- St.-Michael-Kirche in Salzgitter-Lebenstedt (1953 errichtet)
- St.-Johannes-Bosco-Kirche mit Jugendbegegnungsstätte in Salzgitter-Lichtenberg (1966 errichtet)
- Klosterkirche St. Abdon und Sennen in Salzgitter-Ringelheim
- St.-Bernward-Kirche in Salzgitter-Thiede (1953 errichtet), mit benachbartem Kloster

Sonstige Kirchenbauten
- Erlöserkirche der Evangelisch-Freikirchlichen Gemeinde in Salzgitter-Bad
- Neuapostolische Kirchen in Salzgitter-Bad/Lebenstedt
- Königreichssaal der Zeugen Jehovas in Salzgitter-Bruchmachtersen/Lebenstedt
- Kirche der Christengemeinde Elim in Salzgitter-Lebenstedt
- Islamische Gemeinden in Salzgitter-Bad/Lebenstedt/Thiede/Watenstedt

#### Weitere Bauwerke

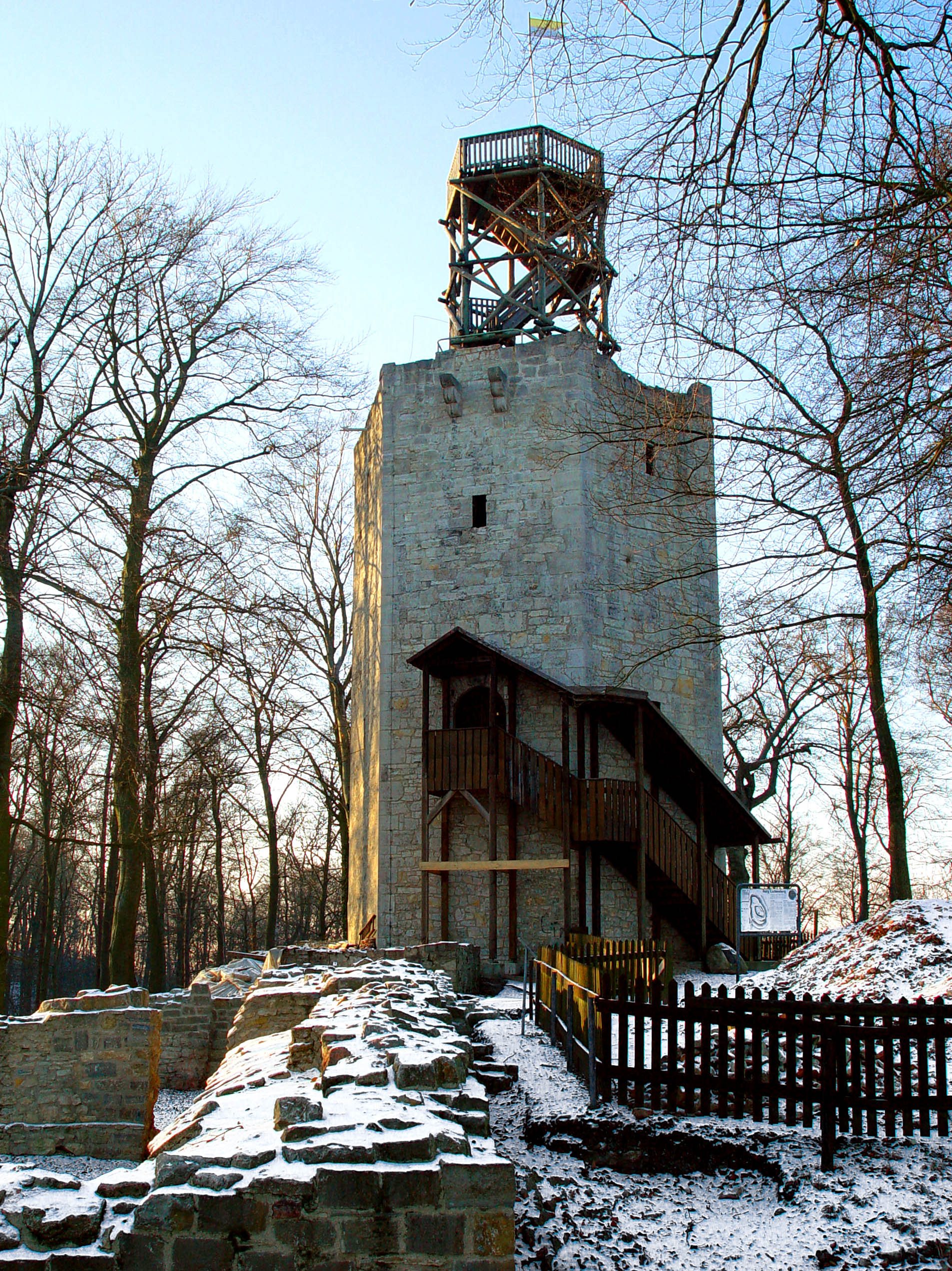
Bergfried der Burg Lichtenberg

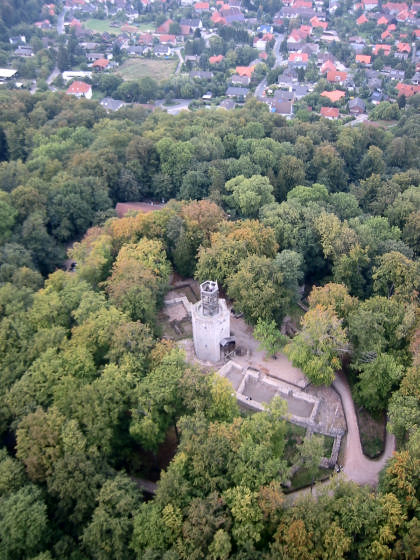
Blick von Süden auf die Burg Lichtenberg

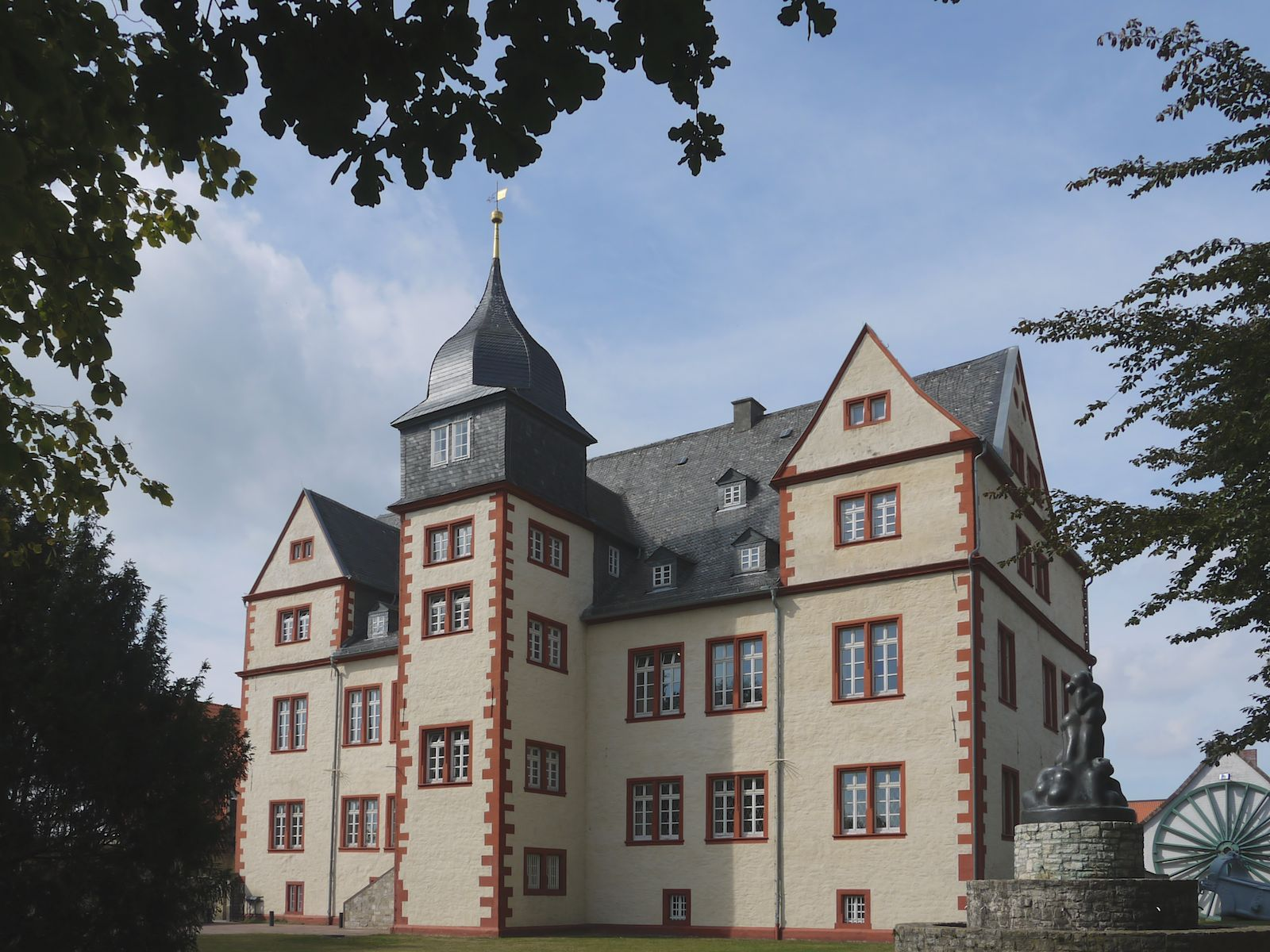
Schloss Salder (Ansicht vom Park)

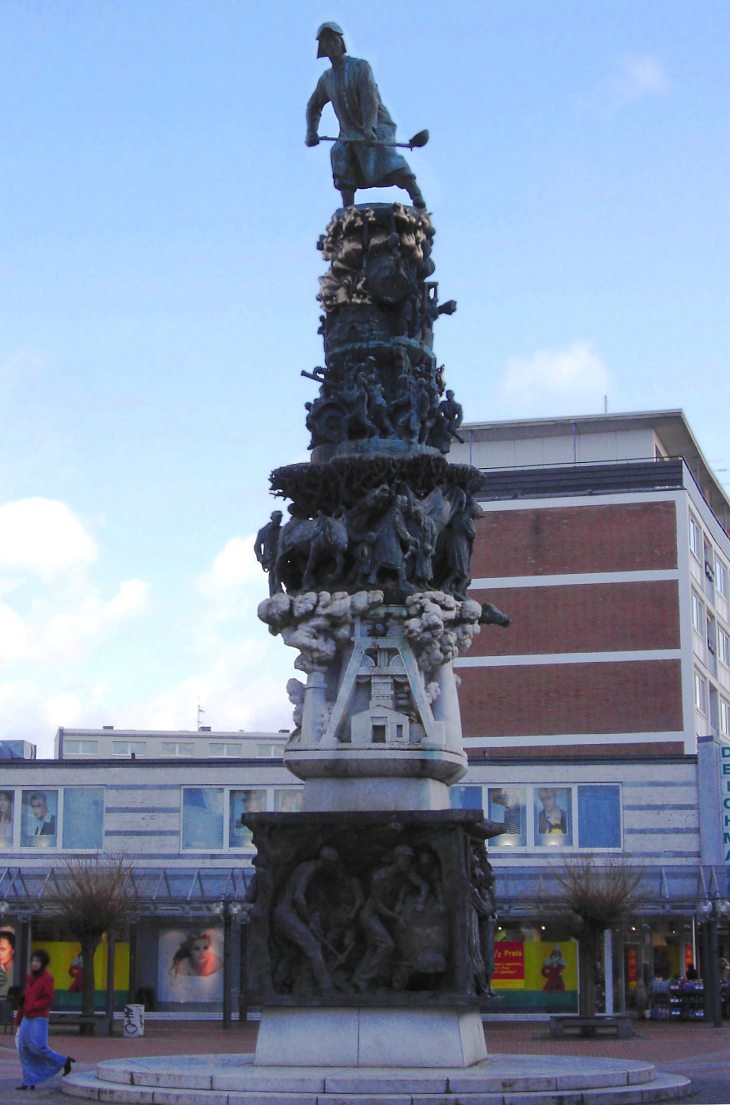
Turm der Arbeit

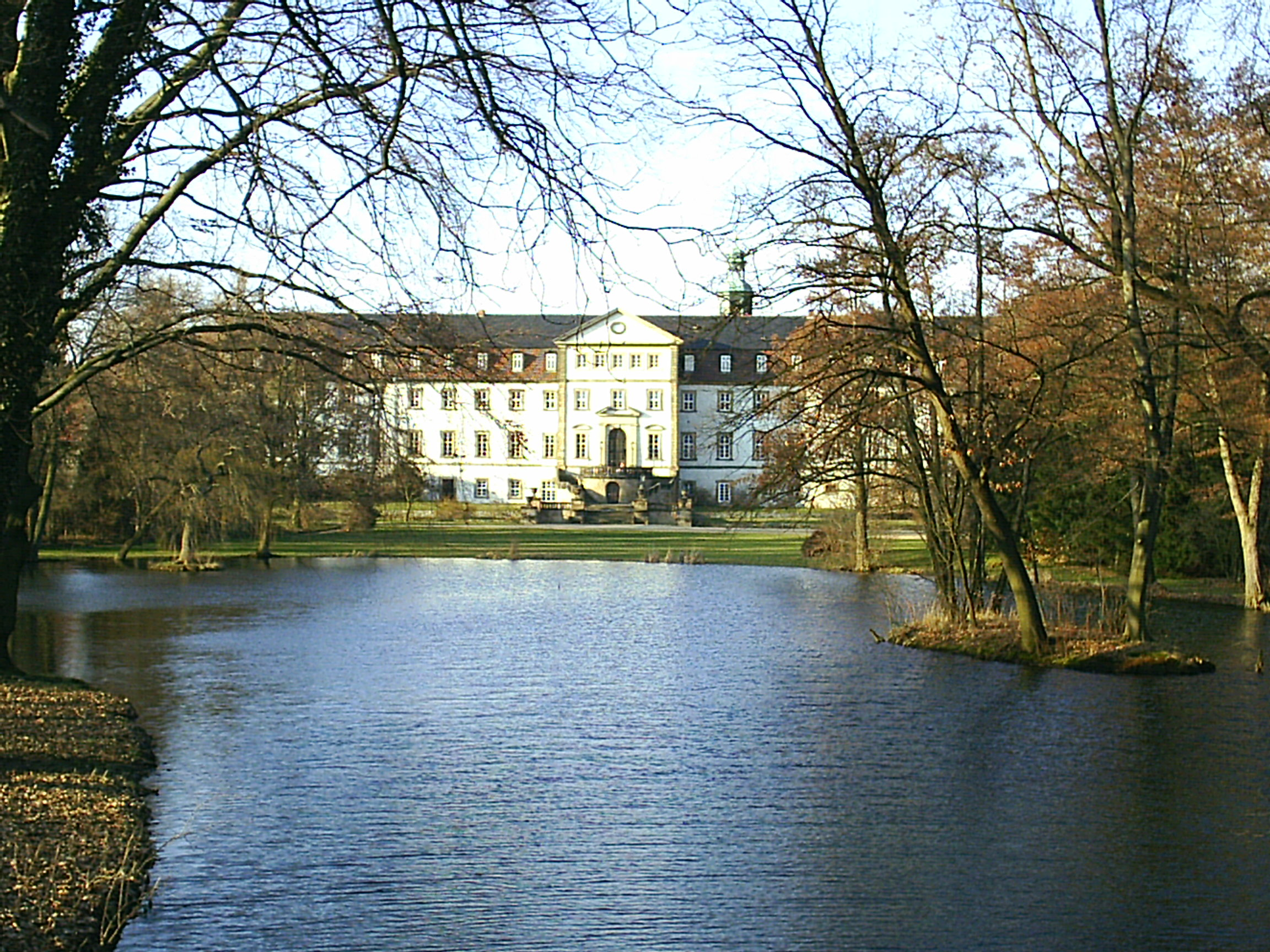
Schloss Ringelheim

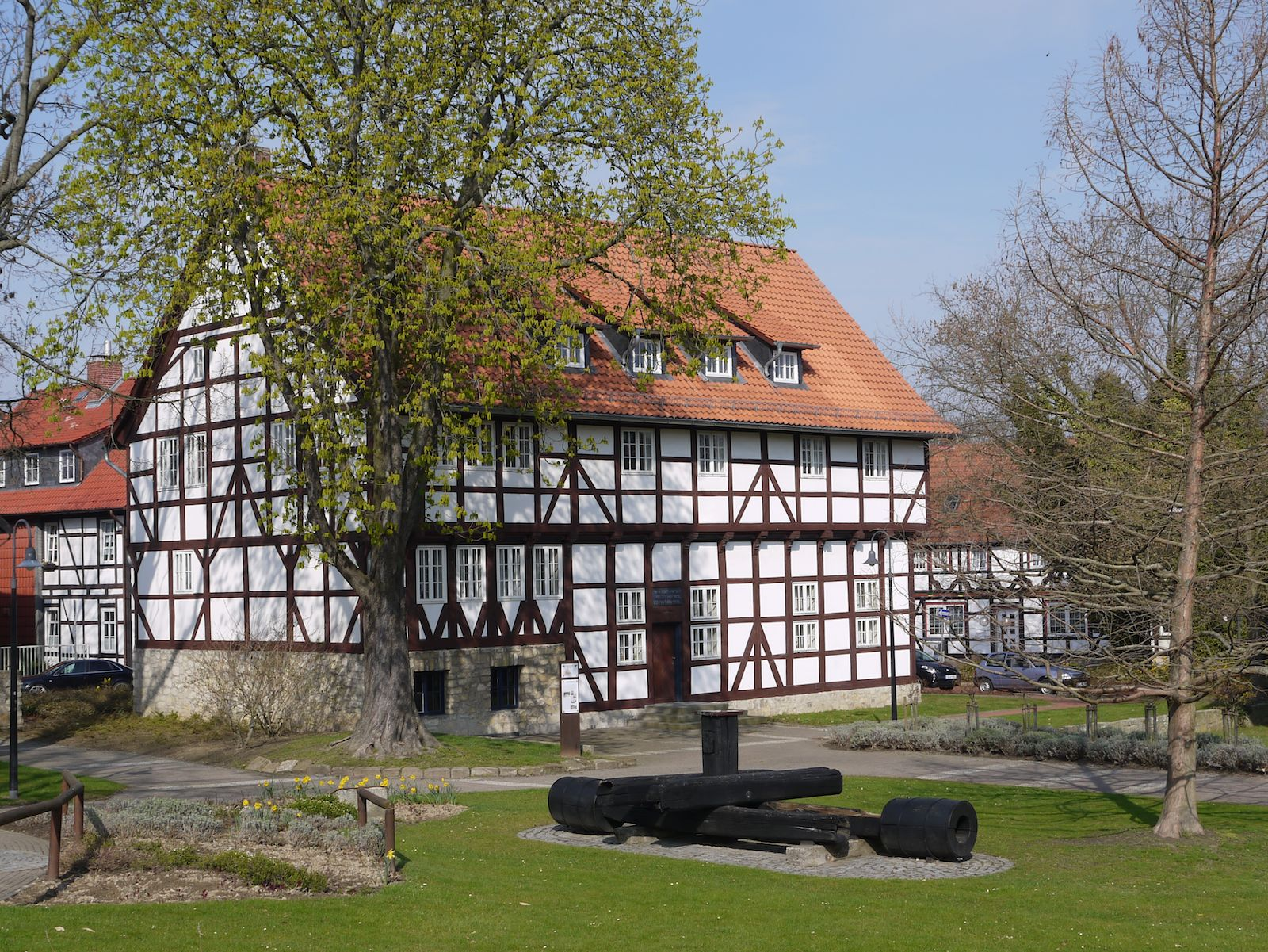
Kniestedter Gutshaus im Rosengarten von Salzgitter-Bad

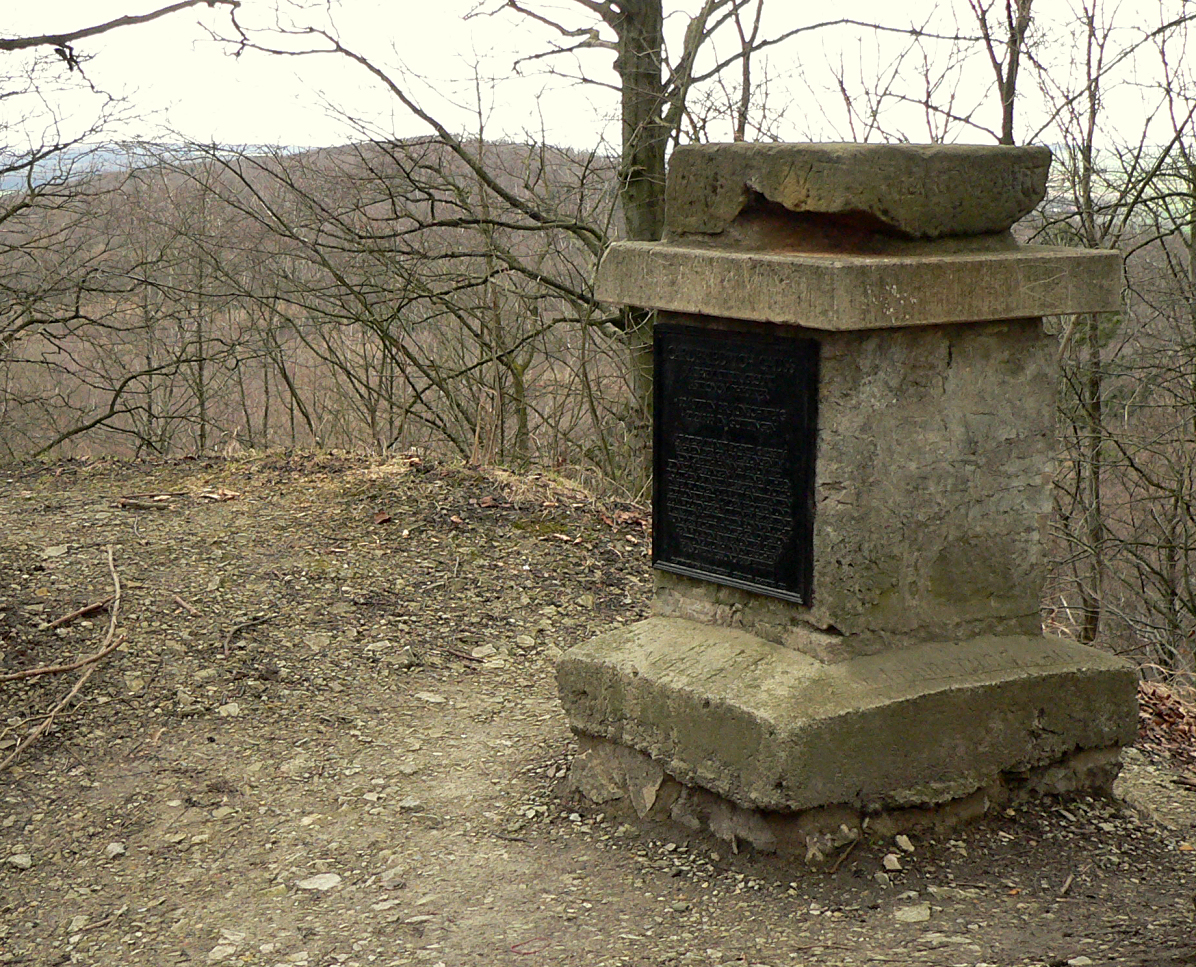
Gauß-Stein

- Burg Lichtenberg wurde einst erbaut von Heinrich dem Löwen. 1552 wurde sie zerstört und in den 1950er Jahren wieder freigelegt. Auf einer steilen Bergkuppe des Salzgitter-Höhenzuges gelegen, diente sie dem Braunschweiger Welfen-Herzog zur Sicherung seiner Machtbasis gegen die Nachbarn in der Bischofsstadt Hildesheim und dem kaiserlichen Goslar. Durch ihre strategisch wichtige Lage konnten auch Handelsstraßen beherrscht werden. Nach dem offenen Streit mit Heinrich dem Löwen war sie 1180 ein bevorzugtes Angriffs- und Eroberungsziel von Kaiser Friedrich Barbarossa und seinen Truppen. Im 800. Todesjahr von Heinrich dem Löwen, 1995, wurden auf dem Burggelände mit Unterstützung des Landes Niedersachsen, von Stiftungen, privaten Spendern und der Stadt Salzgitter umfangreiche Renovierungs- und Restaurierungsarbeiten begonnen. Sichtbares Zeichen der Burg ist ein 1892/1893 auf den Resten des Bergfrieds errichteter sechseckiger Turm mit einer hölzernen Aussichtsplattform, die bei guter Fernsicht einen Blick auf das nördliche Salzgitter, den Harz mit dem Brocken und bis nach Braunschweig bietet. Ein Ausflugslokal befindet sich ebenfalls dort.
- Schloss Salder ist das alte Wahrzeichen der Stadt, heute mit Städtischem Museum. Es wurde erbaut im Jahr 1608 für den Geheimrat David Sachse. 1620 wurde es Sitz des Adelsgeschlechtes derer von Saldern im Herzogtum Braunschweig. 1695 erwarb Erbprinz August Wilhelm von Braunschweig-Wolfenbüttel den Schlosskomplex und ließ ihn durch den Braunschweiger Hofbaumeister Hermann Korb umbauen. Das Schloss wurde später als Witwensitz und herzogliche Domäne genutzt. Die Stadt Salzgitter erwarb das Schloss 1955 für einen symbolischen Kaufpreis von einer Mark. Seit 1962 ist hier das Städtische Museum Salzgitters untergebracht. Das Schloss musste 1976 wegen Baufälligkeit geschlossen werden und wurde 1981 nach umfangreichen Sanierungsmaßnahmen wieder eröffnet. Seine ursprüngliche Eigenart als schlossartige Anlage mit Lustgarten und Wirtschaftshof hat es bis in die Gegenwart bewahrt.[46]

Viele der aufgeführten Bauwerke stellen auch anerkannte Kulturdenkmale dar. Weitere sind die Doppelschleuse am Stichkanal, das ehemalige Gästehaus (heute Hotel am See), das Verwaltungsgebäude der heutigen Salzgitter AG (mit Paternosteraufzug), die Bockwindmühle am Schloss Salder, die Gebäude der Fachhochschule und der Ratskeller in Salzgitter-Bad.
- Das Stadtmonument (Turm der Arbeit), ein weiteres Wahrzeichen der Stadt, errichtet 1995 vom Bildhauer Jürgen Weber steht im Zentrum des größten Stadtteils von Salzgitter, in Lebenstedt. Vorausgegangen waren mehr als zehn Jahre Planung und Auseinandersetzung mit diesem Projekt. Das Monument erzählt im oberen Bereich vom Leiden der Zwangsarbeiter und KZ-Häftlinge beim Aufbau der Industrie im Nationalsozialismus, von der Flucht aus der Heimat jenseits der Oder und Neiße, vom Kampf gegen die Demontage der Hütte und dem Lebens- und Aufbauwillen der Menschen in Salzgitter. Über dem Bild der heutigen Stahlproduktion erhebt sich als Abschluss die Figur eines Probenehmers. Im unteren, beinahe würfelförmigen Block mit lebensgroßen Darstellungen zeigt das Monument in Bronze die Zwangsarbeit in den Reichswerken Hermann Göring, darüber erhebt sich in weißem Marmor die Industrielandschaft Salzgitters.
- Schloss Ringelheim wurde im 10. Jahrhundert als Kloster gegründet und 1803 säkularisiert. Dazu gehört die 1694 im heutigen Stil erneuerte Barockkirche St. Abdon und Sennen mit seiner wertvollen Orgel aus dem 17. Jahrhundert. Sehenswert sind der weitläufige Schlossplatz und ein achteckiger Taubenturm im Gutshof. Im Jahr 1817 erwarb der hannoversche General-Feldzeugmeister Graf von der Decken das Gut und ehemalige Kloster Ringelheim und baute es zu einem Herrensitz mit einem englischen Landschaftsgarten um. Schloss und Park befinden sich heute in Privatbesitz.
- Burg Gebhardshagen: Nicht bekannt ist das genaue Baujahr der Burg, erstmals urkundlich erwähnt wurde sie 1186. An dieser Stelle stand einst eine Wasserburg, bis um 1200 der jetzige Bau aus Muschelkalk und Buntsandstein errichtet wurde. Die Burg ist eine der ältesten im Lande Braunschweig. Bis 1986 war sie Sitz einer landwirtschaftlichen Domäne. Sie wird nach umfangreichen Renovierungen für Veranstaltungen genutzt.
- Gut Flachstöckheim mit Freilichtbühne und einem englischen Park. Das Anwesen wurde 1722 erbaut.
- Freilichtbühne in Salzgitter-Flachstöckheim (kaum genutzt)
- Ruine der von Heinrich dem Löwen erbauten Burg Lichtenberg
- Bismarckturm in Salzgitter-Bad
- Franzosenbrücke (Steinbogenbrücke) über den Fluss Innerste bei Hohenrode
- Kniestedter Gutshaus in Salzgitter-Bad (jetzt Biedermeier-Trauzimmer und Musikschule), stammt aus dem Jahre 1533 und ist vermutlich das älteste im heutigen Salzgitter stehende Fachwerkhaus. Bildet zusammen mit Tilly-Haus, Garßenhof, Gildehaus und Rosengarten die Traditionsinsel.
- Tilly-Haus in Salzgitter-Bad
- Skulpturenweg
- Bienen- und Naturlehrpfad in Salzgitter-Beinum
- Vöppstedter Ruine in Salzgitter-Bad
- Heerter See
- Salzgitter-Höhenzug
- Der Friedhof Jammertal bei Lebenstedt ist einer der zentralen Gedenkorte in Salzgitter. Dort sind etwa 3000 Opfer aus der Zeit der nationalsozialistischen Herrschaft bestattet worden.
- Der Gaußstein, ein Denkmal mit Informationstafel im Salzgitter-Höhenzug, steht oberhalb der Burgruine Lichtenberg. Der deutsche Mathematiker, Astronom, Geodät und Physiker Carl Friedrich Gauß ließ diesen aufgrund seiner Lage in den Lichtenbergen um 1820 zu Vermessungszwecken errichten. Von dort konnte er auch weit entfernte Messpunkte anpeilen. Gauß vermaß im Auftrag von König Georg IV. das Königreich Hannover. Dazu legte er ein Dreiecksnetz für dessen gesamtes Gebiet an und bestimmte damit die Koordinaten von mehr als zweitausend trigonometrischen Punkten.

### Seen und Naturschutzgebiete
In Salzgitter gibt es fünf Naturschutzgebiete („Heerter See und Waldgebiet Heerter Strauchholz“, „Köppelmannsberg“, „Mittleres Innerstetal mit Kanstein“, „Speckenberg“ und „Tagebau Haverlahwiese“). Das größte Gebiet umfasst den Heerter See und das Waldgebiet Heerter Strauchholz (etwa 323 ha). Der Heerter See ist wie zwei weitere Seen (Reihersee, Salzgittersee) durch menschliche Eingriffe entstanden. Er ist heute Naturschutzgebiet und beherbergt seltene Pflanzen- und Vogelarten. Sein salzhaltiges Wasser bietet Lebensraum für spezielle Pflanzenarten und die flachen Uferzonen sind ideal für Watvögel. Zu beobachten sind unter anderem Kraniche, Pfeif- und Samtenten, Singschwäne und viele Strandläuferarten. Der Heerter See diente einst der Eisenerzwäsche als Schlammabsetzteich. Die Kreisgruppe Salzgitter des Naturschutzbundes (NABU) stellte hier in Bestandserhebungen 288 Vogelarten fest; 112 von ihnen sind in ihrem Bestand bedroht. Zu ihnen zählen unter anderem Kranich, Fischadler, Kormoran und Flussuferläufer, die den See als Trittstein auf dem Weg in die Überwinterungs- oder Brutgebiete nutzen.
Salzgitter zählt rund 3700 ha Natur- und Landschaftsschutzgebiete. Hervorgehoben ist das Innerstetal, eine naturbelassene Flussraumlandschaft mit Schwermetallvegetation, die ihren Ursprung im jahrhundertelangen Harzer Bergbau hat. Auf einer Fläche von 13.500 m2 hat Salzgitter auch einen Natur- und Bienenlehrpfad.
Siehe auch:
- Liste der Naturschutzgebiete in Salzgitter
- Liste der Landschaftsschutzgebiete in Salzgitter
- Liste der Naturdenkmale in Salzgitter
- Liste der geschützten Landschaftsbestandteile in Salzgitter

Das gesamte Stadtgebiet von Salzgitter ist Lebensraum für eine einzigartige Tier- und Pflanzenwelt. Im Salzgitter-Höhenzug gibt es Halbtrocken- und Trockenrasenflächen, Nährboden für Orchideen- und Enzianarten. Zudem ist Salzgitter Heimat der Wechselkröte, die in der Stadt ihre nördlichste Verbreitung hat. Ein weiterer See in Salzgitter ist der Reihersee im Salzgitter-Höhenzug, welcher aus einem Klärteich entstanden ist. Der Salzgitter-Höhenzug stellt das weitaus größte Landschaftsschutzgebiet dar. Es gibt noch acht weitere in Salzgitter.
Das größte Einzelgewässer ist der Salzgittersee, ein überregional bekanntes Naherholungszentrum. Mit 75 ha Wasserfläche und einer Nord-Süd-Ausdehnung von 2120 m kann er auch für einige Wassersportarten genutzt werden; es besteht ein Verbot für Antriebsmotoren. Er gilt mit seiner guten Wasserqualität als Revier für Schwimmer, Angler, Taucher, Segler, Surfer, Ruderer, Kanuten und Modellbootfreunde. Auf knöchelschonendem Untergrund lädt auch eine in der Region einmalige Finnlaufbahn zum Joggen ein. Vor einigen Jahren hat an der Westseite eine kommerzielle Wasserskianlage ihren Betrieb aufgenommen; in der Nähe finden sich auch Basketballplätze, Bolzplätze und eine Eissporthalle. Mitten im Salzgittersee liegt eine über eine Brücke erreichbare 25 ha große parkartige Insel, welche von den diversen Aktivitäten weitgehend verschont bleibt und der Ruhe und Erholung beim Spazierengehen dient. Seit seiner Freigabe für den Bade- und Wassersportbetrieb im Mai 1963 erlangte der See eine ständig steigende Bedeutung als Naherholungsgebiet mit der Möglichkeit einer vielseitigen Freizeitgestaltung. Ende der 1950er Jahre wurden planerische Überlegungen für die Anlage dieses künstlichen Sees, die 20 Jahre zuvor im Rahmen der Errichtung einer Großsiedlung erfolgt waren, wieder aufgenommen, Baubeginn war im Jahr 1960.

### Freizeit
Salzgitter besitzt ein Wanderwegenetz von 150 km im Salzgitter-Höhenzug. Außerdem gibt es 120 km Radwanderwege.
Die Eissporthalle am Salzgittersee wurde 1978 errichtet. Als Revier für Segler, Surfer, Ruderer und Kanuten gilt der Salzgittersee, mit seinen 75 ha und einer Nord-Süd-Ausdehnung von 2120 m (Regatta-Strecke).
Im Thermalsolbad in Salzgitter-Bad sprudelt aus 243 m Tiefe eine 25-prozentige Naturthermalsole, eine der stärksten in Mitteleuropa, die bereits 1125 urkundlich erwähnt wurde. Sie wird aus dem Rosengarten in das Thermalsolbad gefördert. Die Sole eignet sich zur Behandlung rheumatischer Erkrankungen und von Atmungsorganen, bei Nachbehandlungen nach Operationen und Unfallverletzungrollen am Bewegungsapparat, Frauenleiden und bei Hauterkrankungen. Durch eine private Bürgerinitiative wurde im Rosengarten von Salzgitter-Bad ein kleines Schau-Gradierwerk errichtet, das am 23. Oktober 2009 eingeweiht wurde. Es soll an die Tradition des Kur- und Salzortes Salzgitter anknüpfen.
Des Weiteren sind zwei Geopfade angelegt, zwei Minigolfplätze und ein 18-Loch Golfplatz. Darüber hinaus wird die Möglichkeit einer Hüttenwerksbesichtigung bei der Salzgitter AG angeboten.

### Vereine
Die Stadt ist Mitglied in dem eingetragenen Verein Braunschweigische Landschaft mit Sitz in Braunschweig. Dieser wurde 1990 zur Pflege kultureller Einrichtungen in der Region gegründet. Am 15. Juni 2002 wurde die Bürgerstiftung Salzgitter von elf Privatpersonen und elf Firmen ins Leben gerufen, die soziale und kulturelle Aktivitäten fördern soll.

### Sport
Rund einhundert Vereine bilden die Basis für Breiten- und Leistungssport mit nationalen und internationalen Erfolgen, vor allem im Trampolinturnen. Salzgitters Vereinssportler haben Meisterschaften gewonnen, allen voran Henrik Stehlik (Doppelweltmeister im Trampolinturnen und Olympiabronze in Athen 2004) sowie Gerhard Weidner (mehrfacher Welt- und Europameister im Gehen). Im Jahr 2007 wurde das 100.000. Sportabzeichen in Salzgitter erreicht.
- 51 Sportarten (Ballsportspiele, Kampfsport, Individualsportarten, Fitness- und Gesundheitssport, Wassersport oder Sport für Versehrte) aus fast allen Bereichen des Sports werden in Salzgitter angeboten.
- Der Salzgittersee oder der Salzgitter-Höhenzug bieten Laufstrecken. Eine Finnlaufbahn steht am Salzgittersee zur Verfügung. Dort sind außerdem Spielfelder für Fußball, Handball, Basketball und Rollhockey zugänglich.
- Im Jahr 2004 wurde eine 5-Mast-Wasserskiseilbahn am Salzgittersee eröffnet. Dort besteht die Möglichkeit, Wasserski, Wakeboard, Trickski, Monoski sowie Paarski zu fahren. Es gibt zwei kombinierte Hallen- und Freibäder, ein reines Freibad, und das Thermalsolbad. Seit dem Juli 2006 werden Drachenbootrennen auf dem Salzgittersee ausgetragen. Volkstriathlon wird im Juli am Salzgittersee geboten.
- Nahe dem Salzgittersee liegt eine Eissporthalle, die Möglichkeiten für Eishockey, Eis(kunst)lauf und Eisstockschießen bietet.
- Der Salzgitter-Höhenzug bietet 150 km Wanderwege. Radwanderer können auf einem Wegenetz von 120 km um den Stadtteil Lebenstedt fahren, um das Hüttenwerk oder durch die Ebene im Südosten der Stadt.
- Golf kann in Salzgitter-Bad in einem Tal zwischen dem Vepstedter Erbschaftsforst und dem bewaldeten Speckenberg gespielt werden. Seit der Saison 2007 wurde die Anlage auf 18 Löcher erweitert.
- Beachvolleyball wird jeden Sommer auf dem Klesmerplatz in Salzgitter-Bad gespielt. Der Niedersächsische Volleyballverband plant das Ranglistenturnier der Männer und Frauen (A- und B-Cup) in die Kategorie der Top-10-Turniere aufzunehmen.
- Regelmäßige Laufveranstaltungen sind der Silvesterlauf und der Benefiz-Lauf am Salzgittersee sowie – mit Unterbrechungen – der Citylauf.
- Im Erzhafen wurden mehrere Jahre lang Motorbootrennen durchgeführt. Der Niedersächsische Motorboot-Club organisierte 1962 die erste Veranstaltung, zu der 55 Boote und etwa 15.000 Zuschauer kamen.[48]

### Regelmäßige Veranstaltungen
- März / April
  - Im März findet in Salzgitter Bad auf dem Festplatz am Pfingstanger der Frühjahrsmarkt mit Fahrgeschäften und Speise sowie Getränkebuden statt.
  - Jeweils am Ostersonntag findet das jährliche Fackelschwimmen der Tauchsportabteilung Sepia des TG Jugenddorfs Salzgitter am Salzgittersee statt.
  - Jedes Jahr im April findet auf dem Festplatz in Salzgitter-Lebenstedt der Ostermarkt statt. Auf diesem sind Fahrgeschäfte sowie Speise- und Getränkebuden zu finden.
  - Jedes Jahr findet in Salzgitter die Motorradgedenkfahrt statt. Hier gelangen Motorradfahrer mit ihren Krafträdern im Corso nach Braunschweig, um an Unfalltote zu gedenken. Der Corso wird von Polizei und Johanniter-Unfallhilfe begleitet.
- Mai
  - Stadtsportwoche in Salzgitter-Lebenstedt
  - Seit 2023 gibt es in Salzgitter-Bad eine kleine Innenstadtkirmes, die ein Wochenende lang stattfindet.
  - Museumsfest in Salzgitter-Salder: Jedes Jahr im Mai feiert das Städtische Museum Schloss Salder ein Museumsfest. Dabei zeigt es an zwei Tagen bei freiem Eintritt seine Sammlungen und Ausstellungen. Daneben gibt es Führungen, Präsentationen sowie Blicke hinter die Kulissen.
  - Orgeltage in der Klosterkirche Ringelheim, vom Verein Musiktage Salzgitter veranstaltet.
- Juni
  - Tag der Feuerwehren: Ansässige Feuerwehr und Rettungsorganisationen stellen am Rathausplatz in Salzgitter-Lebenstedt ihre Fahrzeuge aus. Die Freiwilligen Feuerwehren halten hierbei Wettkämpfe ab und kämpfen dabei um die ersten 3 Plätze.
- Juli
  - Altstadtfest in Salzgitter-Bad: Vereine und Organisationen feiern jeweils im Juni oder Juli an drei Tagen das Altstadtfest. Es gibt hier unter anderem auch einige Fahrgeschäfte.
  - Das Schützenfest im Ortsteil Ringelheim findet im Juli auf dem Festplatz an der Innersten statt.
  - Volkstriathlon am Salzgittersee: Teilnehmer aus Deutschland versammeln sich jeweils im Juli am Salzgittersee zum Volkstriathlon. Drei Disziplinen werden abverlangt: Schwimmen, Radfahren und Laufen.
  - Kultursommer im Schloss Salder, unter dem Motto Alles live und unter freiem Himmel.
  - Flugtage: Die Sportgemeinschaft Aero Salzgitter lädt meistens im Juli zu den alljährlichen Flugtagen am Segelfluggelände in der Nähe vom Salzgittersee ein. Neben Flugvorführungen besteht für Besucher die Möglichkeit, mit einem Segel- oder Motorflugzeug oder Heißluftballon in die Luft zu gehen.
- August
  - Das Schützenfest in Gebhardshagen an der Wasserburg findet jeden August ein Wochenende lang statt.
  - Cityfest/Stadtfest in Salzgitter-Lebenstedt: Jeweils im August findet das Stadtfest der Werbegemeinschaft CityLebenstedt für drei Tage in der Innenstadt von Salzgitter-Lebenstedt statt. Das Cityfest in Salzgitter ist die größte City-Kirmes zwischen Harz und Heide.[49]
- September / November
  - Bildungsmesse: Jedes Jahr im September wird die Bildungsmesse angeboten. Sie ist die größte in dieser Region.
  - Automeile: Fahrzeugausstellung mit Speise- und Getränkebuden in Salzgitter-Bad
  - Im November 2023 fand erstmalig ein Lichterfest in der Innenstadt in Lebenstedt statt.
- Dezember
  - Weihnachtsmärkte: In Salzgitter gibt es einige Weihnachtsmärkte.
  - Silvesterlauf am Salzgittersee: Der zweitgrößte seiner Art in Niedersachsen, hinter Osnabrück. Die asphaltierte Strecke hat ein flaches Profil. Bei der 31. Auflage im Jahr 2007 nahmen neben rund 1200 Teilnehmern erstmals mit Oberbürgermeister Frank Klingebiel und den Bürgermeistern Stefan Klein sowie Hermann Eppers alle Bürgermeister der Stadt teil.

## Wirtschaft und Infrastruktur
Im Jahre 2016 erbrachte Salzgitter ein Bruttoinlandsprodukt von 5,077 Milliarden €. Das BIP pro Kopf lag im selben Jahr bei 49.597 € (Niedersachsen: 34.812 €, Deutschland 38.180 €). 2016 verzeichnete die Wirtschaft von Salzgitter eine Wachstumsrate von 15,9 %. In der Stadt gab es 2016 ca. 57.100 erwerbstätige Personen. Die Arbeitslosenquote lag im Dezember 2018 bei 8,7 % und damit über dem niedersächsischen Durchschnitt von 5,0 %.
Die Wirtschaft in Salzgitter wird geprägt durch die Großindustrie. Neben der Salzgitter AG haben auch weitere große Unternehmen in Salzgitter, dem drittgrößten Industriestandort Niedersachsens, ihren Firmensitz oder betreiben Niederlassungen. Aber auch der Mittelstand nimmt eine bedeutende Stellung ein, so z. B. als Zulieferer für die Automobilbranche und diverse andere Industriezweige.
Im Zukunftsatlas 2016 belegte die kreisfreie Stadt Salzgitter Platz 212 von 402 Landkreisen, Kommunalverbänden und kreisfreien Städten in Deutschland und zählt damit zu den Regionen mit „ausgeglichenem Chancen-Risiko Mix“ für die Zukunft.

### Unternehmen

#### Großunternehmen

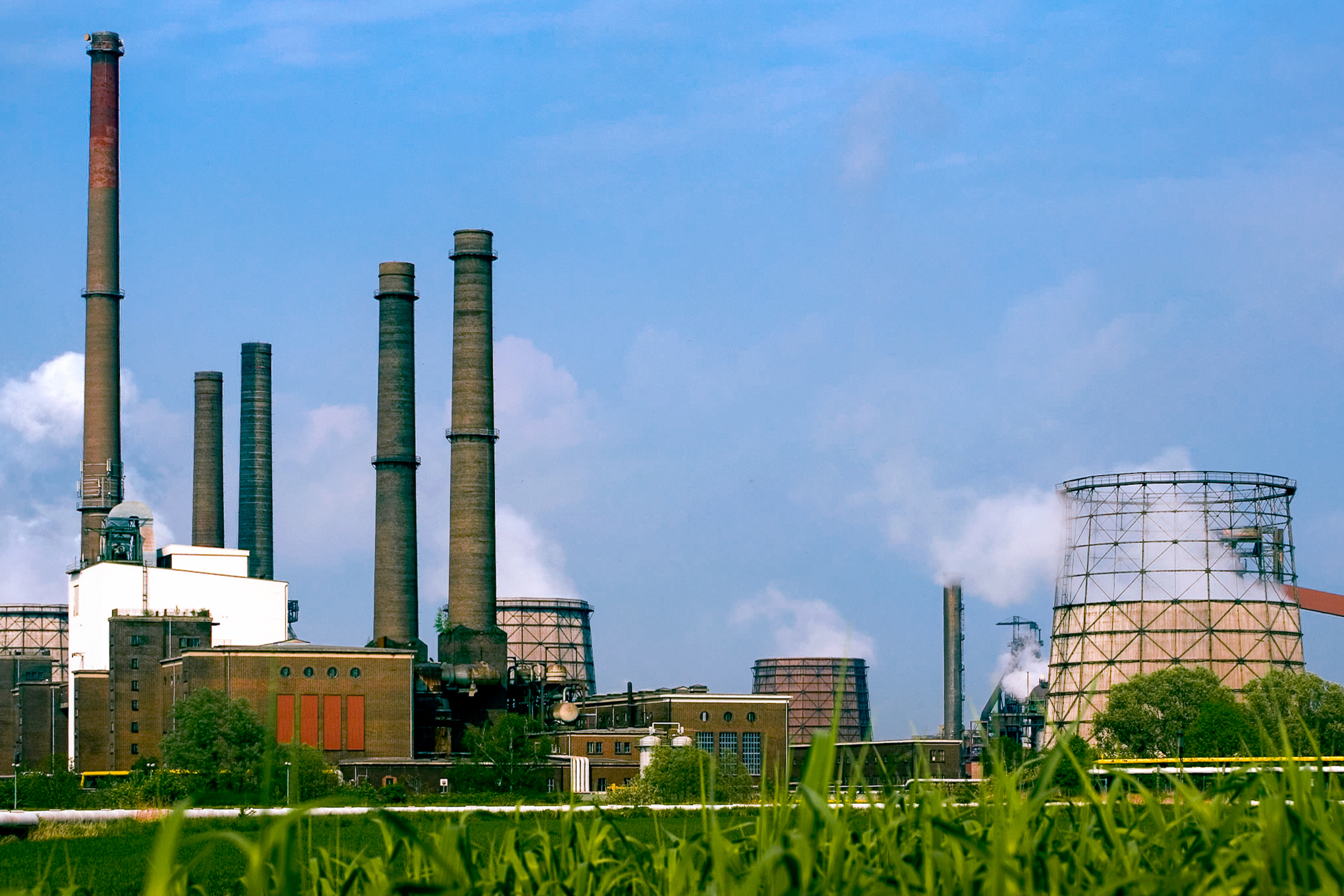
Das Kraftwerk der Salzgitter AG in Salzgitter

- Salzgitter AG (Stahlkonzern): Die heutige Salzgitter AG führt ihre Geschichte auf die Ilseder Hütte bei Peine zurück. Die am 6. September 1858 gegründete AG ist eine der ältesten deutschen Aktiengesellschaften. Die Ilseder Hütte fusionierte 1972 mit dem Stahlbereich der damaligen Salzgitter AG (dem Nachfolgebetrieb der Hermann Göring Werke) zu den Stahlwerken Peine-Salzgitter AG. Diese wurden 1989 zusammen mit den anderen Beteiligungen der damaligen Salzgitter AG an die Preussag AG verkauft. Die Preussag Stahl AG wurde 1998 von Land Niedersachsen und der Norddeutschen Landesbank (NORD/LB) übernommen und am 2. Juni 1998 unter dem Namen Salzgitter AG an die Börse gebracht. Die Salzgitter-Gruppe besteht aus mehr als 100 Einzelunternehmen, darunter die Salzgitter Flachstahl-, die Ilsenburger Grobblech-, die Peiner Träger GmbH, das Telekommunikationsunternehmen Telcat Multicom sowie die Mannesmannröhren-Werke. Sie beschäftigt weltweit rund 25.000 Mitarbeiter. Die Aktie der Salzgitter AG notiert im MDAX, von 2008 bis 2010 war sie im DAX vertreten. Die Salzgitter-Gruppe ist in den Bereichen Flach- und Profilstahl der fünftgrößte europäische Hersteller und nimmt eine weltweite Spitzenposition im Röhren-Bereich ein.
- Volkswagen: Das Volkswagenwerk Salzgitter besteht seit 1969; es wurde ursprünglich für die Produktion des VW K 70 errichtet, der dort ab 1970 hergestellt wurde. Heute ist das Werk der zentrale Standort für die Aggregatefertigung der Volkswagen AG, stellen hier knapp 7000 Mitarbeiter etwa die Hälfte aller Motoren für den Volkswagen-Konzern her. Etwa 164 verschiedene Motorentypen werden hier produziert, auch für die Marken Audi, Seat und Škoda. Auch die konzerneigene Luxusmarke Bugatti (W16) wird aus Salzgitter beliefert.

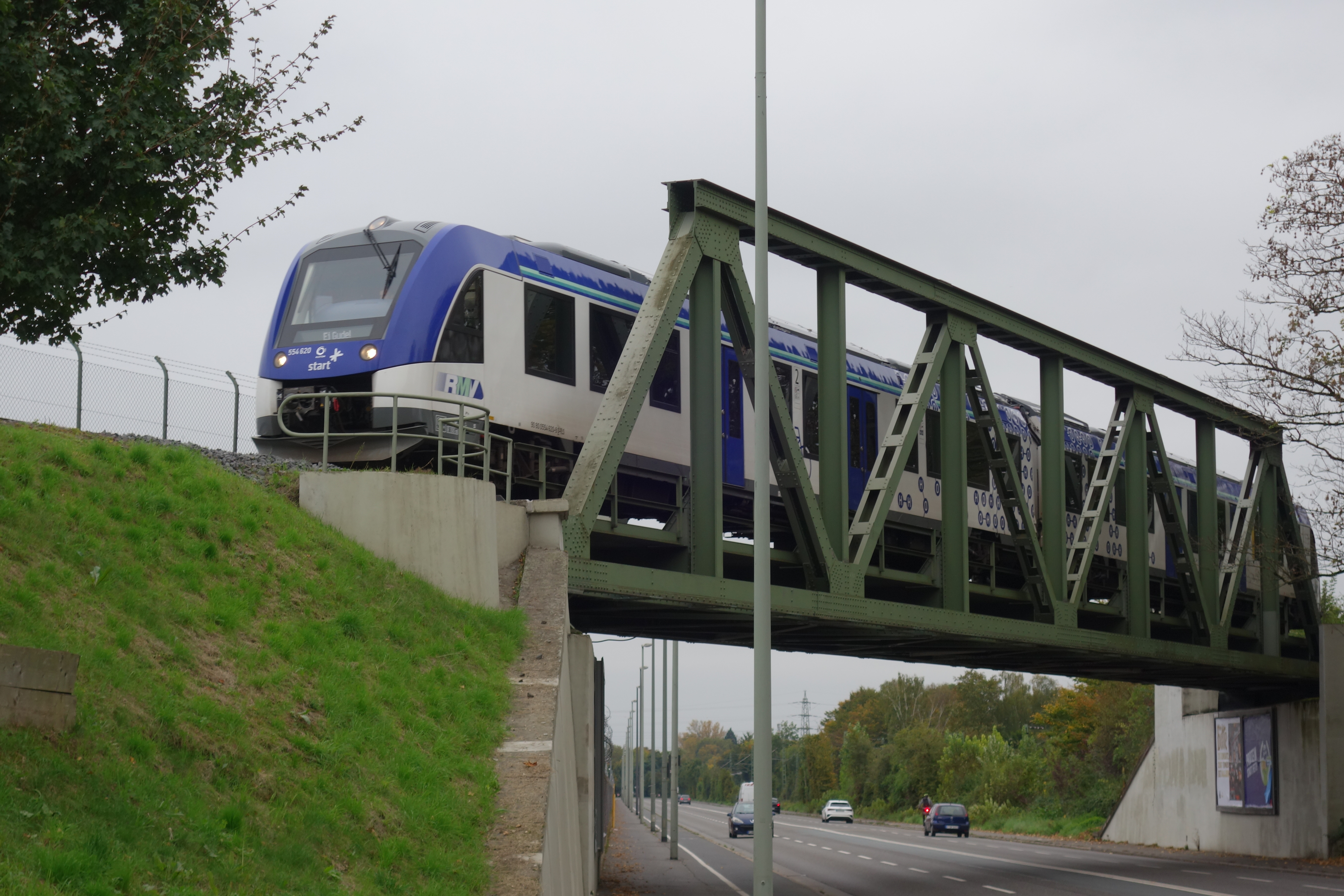
Bei Alstom entwickelter Wasserstofftriebzug vom Typ iLint

- Alstom Transport Deutschland (ehemals Linke-Hofmann-Busch/LHB): Herstellung von Schienenfahrzeugen.
- Robert Bosch Elektronik GmbH: Steuergeräte für die Kraftfahrzeugtechnik.
- MAN Truck&Bus AG (ehemals Büssing Automobilwerke): Die Unternehmensbereiche der MAN (Maschinenfabrik Augsburg-Nürnberg) sind Nutzfahrzeuge, Dieselmotoren, Turbomaschinen und Industriedienstleistungen. Am Standort Salzgitter werden Komponenten wie Vorderachsen, Kurbelwellen für alle fahrzeugproduzierenden Werke sowie Bausätze der schweren Baureihen für nationale und internationale Märkte gefertigt.

#### Weitere ansässige Unternehmen
- WEVG Salzgitter, Energie, Wasser, Strom und Wärmeversorger der Stadt.
- Die Firma Propan & Ammoniak Anlagen GmbH ist Deutschlands größter Anbieter und Hersteller von Flüssiggas-Anlagen und -Armaturen.
- Die Discounter-Firma Aldi-Nord ist mit einer ihrer Regionalniederlassungen ansässig, zuzüglich eines großflächigen Zentrallagers.
- Die Sparkassen-Funktion im Ort wird seit dem 1. Januar 2008 von der Braunschweigischen Landessparkasse wahrgenommen, die zur NORD/LB gehört. Die Ortschaft Süd gehört zum Geschäftsbereich der Sparkasse Hildesheim Goslar Peine.
- Cargill, Hauptsitz in Minnetonka, Minnesota, USA; Hauptsitz der Cargill in Deutschland ist Krefeld.
- Avacon AG, Hauptsitz in Helmstedt
- Hans H. Meyer GmbH, Hersteller von Anbaugeräten für die Mehrpalettenlogistik
- IKEA, Distributionszentrum
- Schaper & Brümmer, produziert unter anderem das Medikament Esberitox
- SMAG Salzgitter Maschinenbau AG
- Voith Turbo Scharfenberg (Scharfenbergkupplung), ist Hersteller von Eisenbahnkupplungen und Fahrzeugsystemen.
- Ingenieurbüro Zammit, das größte Architektenbüro in Salzgitter.
- Kraftverkehrsgesellschaft Braunschweig mbH (KVG Braunschweig), ÖPNV Dienstleister
- Magna International Stanztechnik GmbH, Entwicklung, Herstellung und der Vertrieb von Kraftfahrzeug-Bestandteilen und Kraftfahrzeugzubehör
- ASRODENT – Technischer Service GmbH, industrielle Dienstleistungen zur Optimierung von Kostenstrukturen bei Unternehmen
- Imperial Steel Logistics GmbH, Speditions-, Kommissions- und Lagergeschäfte jeder Art
- Oerlikon Metaplas GmbH, Verarbeitung von Metallen
- Möhlenhoff GmbH, Herstellung von Produkten und Systemen für die Heizungs-, Lüftungs- und Klimatechnik

#### Einzelhandel
In Salzgitter gibt es eine Reihe von kleinen und mittleren Einkaufszentren für die Nahversorgung. Größere Projekte sind bzw. waren:
- Im Jahr 1998 wurde das Citytor-Center in Salzgitter-Lebenstedt mit vielen Geschäften, Multiplex-Kino, Bowling, kulinarischer Versorgung und Parkmöglichkeiten eröffnet.
- Von 2005 bis 2007 wurde das Einkaufszentrum Fredenberg saniert.
- Am 12. Juni 2008 wurde das Einkaufszentrum CityCarree mit einer Gesamtfläche von rund 25.000 m² sowie fast 600 PKW-Stellplätzen in Salzgitter-Lebenstedt eröffnet.[53] Die angrenzenden Hauptstraßen Albert-Schweitzer-Straße und Willy-Brandt-Straße wurden zu diesem Zweck für etwa zwei Millionen Euro saniert und neu gestaltet, um das neue Geschäftszentrum gut in die Innenstadt einbinden zu können. Richtfest konnte am 22. Februar 2008 gefeiert werden.
- In Salzgitter-Bad wurde 2009 das Einkaufszentrum Altstadt-Carrée auf dem Gelände des ehemaligen Karstadt-Warenhauses, welches am 1. Januar 2000 geschlossen hatte, eröffnet.

### Medien
In Salzgitter erscheint als Regionalausgabe der Braunschweiger Zeitung die Salzgitter-Zeitung und als Sonntagsblatt die Salzgitter-Woche am Sonntag und Extra am Sonntag. Des Weiteren erscheint jeden Mittwochabend das Wochenblatt, in welchem größtenteils Werbung und Kleinanzeigen stehen. Es gibt neben einer Internetausgabe zwei Veranstaltungskalender in Papierform, die monatlich herausgegeben werden.
In Salzgitter und der näheren Umgebung sendet das nichtkommerzielle, lokale Bürgerradio Radio Okerwelle auf der UKW-Frequenz 104,6 MHz. Außerdem unterhält „TV38“, ein gemeinnütziger Bürgerfernsehsender, ein Nutzerzentrum in der Stadt (neben Redaktionsräumen in Wolfenbüttel und der Sendezentrale in Wolfsburg). Radio Okerwelle und TV38 sind zwei von 15 niedersächsischen Veranstaltern von Bürgerrundfunk.

### Öffentliche Einrichtungen

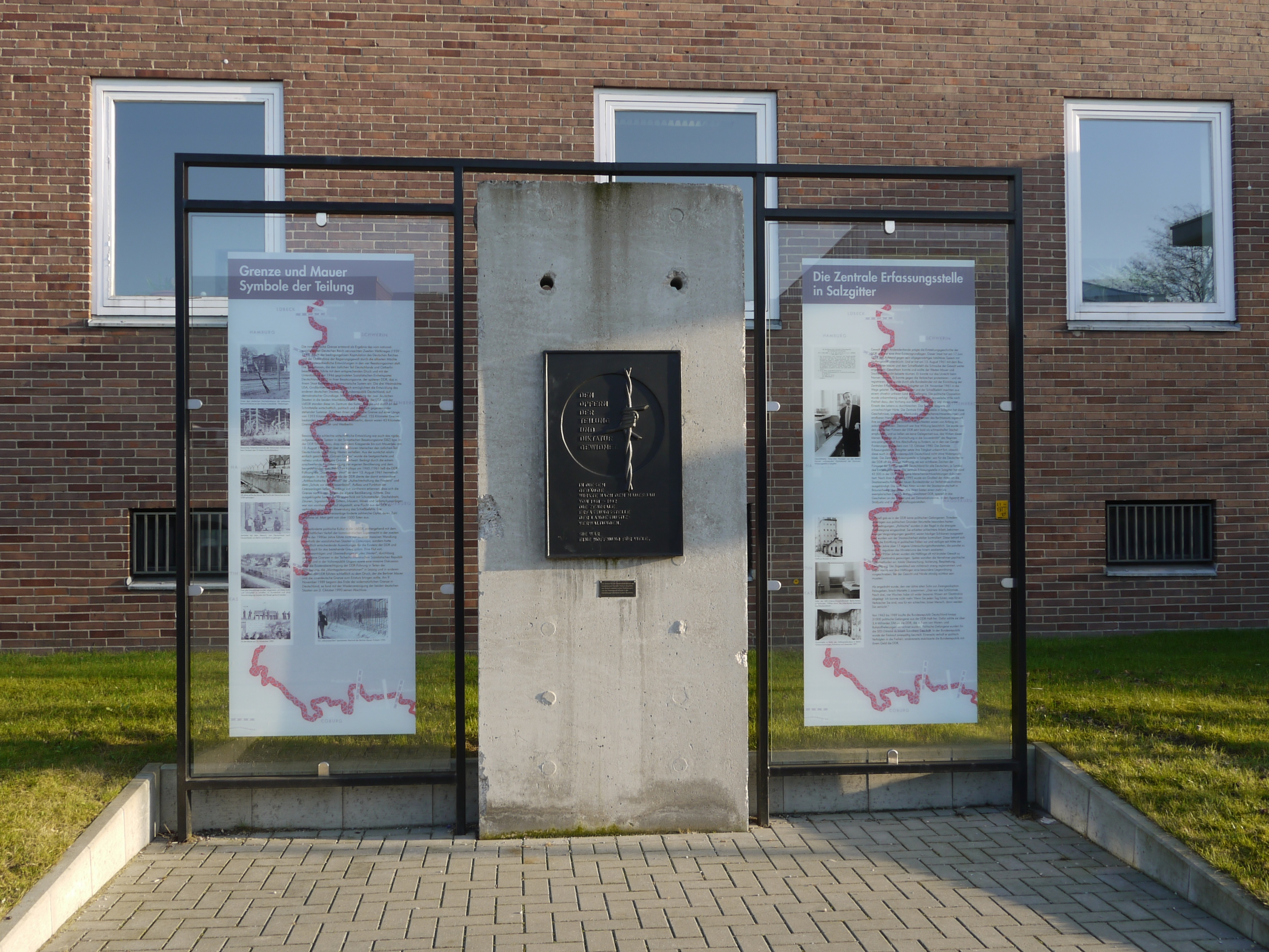
Gedenkstätte für die Zentrale Erfassungsstelle in Salzgitter-Bad

Salzgitter ist bzw. war Sitz folgender Institutionen und Einrichtungen:
- Von 1961 bis 1992 existierte die Zentrale Erfassungsstelle der Landesjustizverwaltungen, welche die Menschenrechtsverletzungen in der DDR dokumentierte
- Bundesamt für Strahlenschutz, gegründet 1989, seit 1997 seinen Hauptsitz in Salzgitter
- Polizeiinspektion Salzgitter
- Amtsgericht Salzgitter
- Arbeitsamt
- Jobcenter Salzgitter
- Katasteramt Salzgitter
- Technischer Überwachungsverein (TÜV)
- Zentrale Erfassungsstelle der Landesjustizverwaltungen bis 1992
- Helios Klinikum Salzgitter
- St. Elisabeth-Krankenhaus Salzgitter

### Bildung

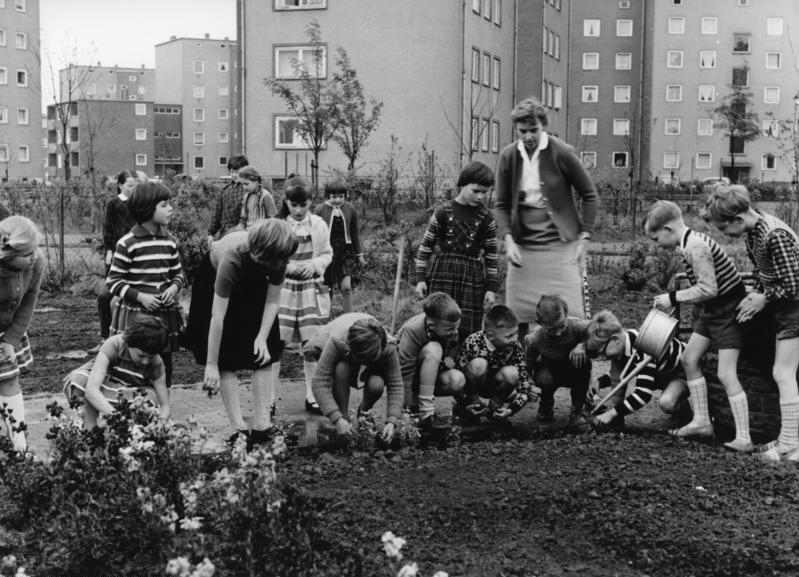
Kinder einer Volksschule in Salzgitter-Lebenstedt 1961

Seit 1993 befindet sich in Salzgitter ein Standort der Ostfalia Hochschule für angewandte Wissenschaften, die 1971 durch Zusammenschluss der Staatlichen Ingenieurschule Wolfenbüttel mit der Höheren Fachschule für Sozialarbeit des Landes Niedersachsen entstanden war. Hier gibt es die Fakultät Karl-Scharfenberg-Salzgitter mit den Studiengängen Transport- und Logistikmanagement, Logistik- und Informationsmanagement, Wirtschaftsingenieurwesen mit der Studienrichtung Verkehrsmanagement, Tourismusmanagement, Sportmanagement, Medienmanagement und Mediendesign. Außerdem gibt es den Weiterbildungsstudiengang Multimedia und die weiterbildenden Fernstudiengänge Umwelt- und Qualitätsmanagement sowie Vertriebsmanagement.
Daneben gibt es in Salzgitter das komplette Angebot an allgemeinbildenden und beruflichen Schulen:
- 14 Grundschulen
- eine Grund- und Hauptschule
- eine Grund- und Förderschule
- vier Hauptschulen
- fünf Realschulen
- drei Gymnasien
- drei Förderschulen
- eine integrierte Gesamtschule (IGS)
- zwei berufsbildende Schulen

Außerdem gab es in Salzgitter von 2003 bis 2012 die in Deutschland einzigartige Internationale Junior-Universität, eine außerschulische Bildungseinrichtung für Kinder und Jugendliche zwischen fünf und achtzehn Jahren. Sie förderte den wissenschaftlichen und künstlerischen Nachwuchs in der Region.
Im Jahre 1997 hat sich in Salzgitter die Initiative Partnerschaft für Lehrstellen e. V. (Lehrstellenfuchs) gegründet, die sich deutschlandweit für Ausbildungsplätze einsetzt. Es werden Firmen und Ausbildungssuchende zusammengeführt. Viele Unternehmen im gesamten Bundesgebiet nutzen diesen Service. Einige Preise und Auszeichnungen hat dieses Bündnis mittlerweile bekommen.
Es gibt auch einen Weiterbildungsverbund, der sich auf Initiative der Stadt Salzgitter im Jahr 1998 gegründet hat. Diesem gehören unter anderem das Berufsfortbildungswerk (bfw), die Deutsche Angestellten-Akademie, das Teutloff Bildungszentrum, die Bildungsvereinigung Arbeit und Leben, die Oskar Kämmer Schule und die Volkshochschule der Stadt an.
In Salzgitter besteht ein Studienseminar für das Lehramt am Gymnasium. Es ist eines von insgesamt achtzehn gymnasialen Studienseminaren in Niedersachsen.
Staatlich geprüfte Techniker werden an der Technikerschule in der Berufsbildenden Schule Fredenberg ausgebildet. Abschlüsse können als staatlich geprüfter Heizungs-, Lüftungs- und Klimatechniker sowie staatlich geprüfter Sanitärtechniker erworben werden. Eine Ergänzungsausbildung Umweltschutztechnik wird außerdem angeboten. Die Fachhochschulreife wird mit bestandener Abschlussprüfung erworben.
Die Musikschule der Stadt Salzgitter unterhält ein umfassendes Unterrichtsangebot in den Bereichen Klassik, Popularmusik und musikalische Grundausbildung. Sie ist Mitglied im Verband deutscher Musikschulen (VdM).
Eine Weiterbildungseinrichtung mit einem ganztägigen Angebot für Erwachsene ist die Städtische Volkshochschule (VHS). Die evangelische und katholische Familienbildungsstätte bietet auch ein breites Weiterbildungsangebot an.

### Verkehr

#### Straßenverkehr
Durch das nördliche Stadtgebiet von Salzgitter führt die Bundesautobahn A 39 von Braunschweig. An ihr hat die Stadt fünf Anschlussstellen bis zum Dreieck Salzgitter (Übergang zur A 7 Kassel–Hannover). Östlich der Stadt Salzgitter führt die A 36 Braunschweig–Vienenburg vorbei, hier ist sie über vier Anschlussstellen zu erreichen. Ferner führen die Bundesstraßen B 6 und B 248 durch die Stadt. Die beiden größten Stadtteile Lebenstedt im Norden und Salzgitter-Bad im Süden verbindet die Nord-Süd-Straße.
Industriestraße Mitte |
Industriestraße Nord |
Kanalstraße |
Nord-Süd-Straße

#### Wasserstraße und Hafen

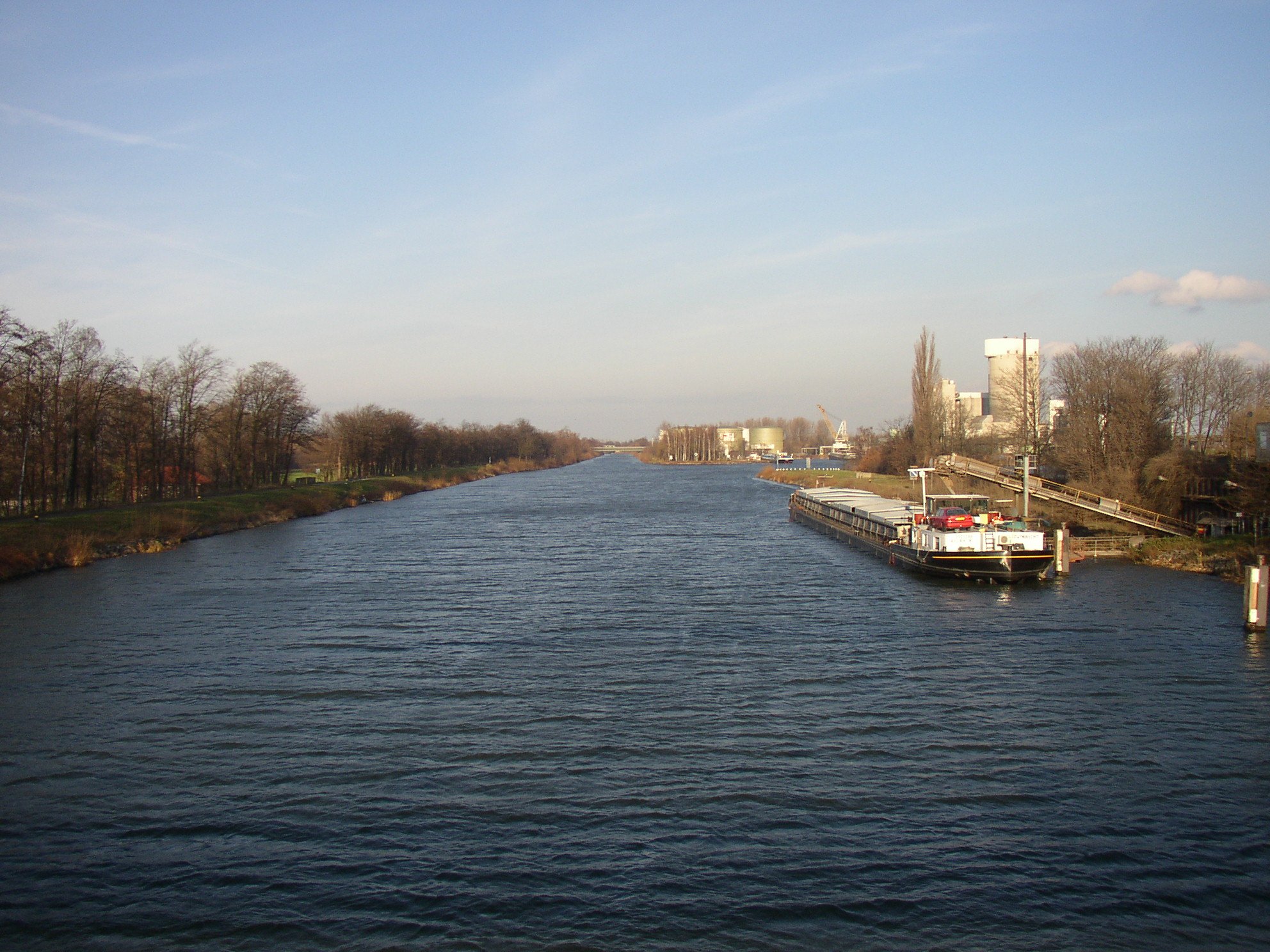
Stichkanal Salzgitter

Salzgitter hat den umschlagstärksten Binnenhafen in Niedersachsen. Der Binnenhafen Salzgitter-Beddingen ist über einen 18 km langen Stichkanal in Nord-Süd-Ausrichtung an den Mittellandkanal angebunden. Somit gibt es eine direkte Verbindung über Wasser zum Dortmund-Ems-Kanal, zur Elbe und dem Elbe-Havel-Kanal sowie zu den großen Häfen an Nordsee und Ostsee. Direkt am Stichkanal liegt das Güterverkehrszentrum.

#### Schienenverkehr

##### Eisenbahn
Einen offiziellen Hauptbahnhof hat Salzgitter nicht. Der Bahnhof Ringelheim wurde der Knotenpunkt der 1856 eröffneten Bahnstrecke Börßum–Kreiensen mit der 1875 von der Hannover-Altenbekener Eisenbahn-Gesellschaft in Betrieb genommenen Bahnstrecke Hildesheim–Goslar. Der Haltepunkt Lebenstedt bedient den größten Stadtteil Lebenstedt an der Bahnstrecke Salzgitter-Drütte–Derneburg. Er wird von den Linien RB44 und RB48 als Endhaltepunkt von und nach Braunschweig bedient.
Heute führen drei Eisenbahnlinien durch Salzgitter: Eine Regionalbahn von Herzberg/Seesen über die Bahnstrecke Leiferde–Salzgitter-Bad nach Braunschweig macht stündlich Halt in Ringelheim und Bad. Ein Regional-Express von Hannover nach Bad Harzburg über Goslar hält ebenfalls stündlich in Ringelheim. Von Lebenstedt nach Braunschweig fährt halbstündlich eine Regionalbahn. Diese hält auch in Thiede sowie stündlich zusätzlich in Immendorf und Watenstedt. Alle diese Strecken werden auch aus der Gegenrichtung mit derselben Taktung befahren. Der außerhalb des Stadtgebietes von Salzgitter gelegene Bahnhof Lengede-Broistedt an der Bahnstrecke Hildesheim–Braunschweig hieß einige Jahre lang Broistedt-Salzgitter Nord.

##### Geschichte des Eisenbahnnetzes
Das Eisenbahnnetz wurde zwischen 1938 und 1958 wegen des Aufbaus einer bedeutenden Schwerindustrie völlig umgestaltet.
Im Süden des Stadtkreises Salzgitter berührte die 1856 von Braunschweig über Börßum in Richtung Kreiensen herangeführte Staatsbahnlinie die Stationen Salzgitter – heute „Salzgitter-Bad“ – sowie Ringelheim (Harz). Erst im Zuge der Umgestaltung des Netzes eröffnete die Deutsche Reichsbahn 1941 die Strecke von Leiferde bis Salzgitter-Drütte und 1956 die Deutsche Bundesbahn die weitere Verlängerung bis Salzgitter-Bad, die den Weg von Braunschweig her abkürzte.
Die Bahnstrecke Groß Ilsede–Broistedt wurde ab 1940 über Salzgitter-Engelnstedt mit dem Stahlwerk verbunden, wo sie Anschluss an die neu gebaute Salzgitter-Eisenbahn nach Salzgitter-Calbecht und Salzgitter-Bad (Finkenkuhle) sowie die Grube Haverlahwiese fand.
Ein wichtiger Übergabebahnhof zum öffentlichen Schienennetz (Bahnhof Beddingen) befindet sich zwischen dem namensgebenden Salzgitter-Beddingen und Groß Gleidingen im Südosteck des Landkreises Peine. Dort besteht Anschluss an die Bahnstrecken Hildesheim–Groß Gleidingen und Hannover–Braunschweig. Dieser Rangierbahnhof besitzt als Besonderheit auf seiner Südhälfte eine vollständige Querteilung der Gleisfelder, zum einen zur Salzgitter-Eisenbahn zum Stahlwerk Salzgitter, zum anderen zum nahegelegenen Volkswagenwerk Salzgitter. Die ehemalige Bahnstrecke Groß Gleidingen–Wolfenbüttel über Hoheweg wurde 1941 durch die Verbindungsstrecke von Wolfenbüttel zum Bahnhof Salzgitter-Drütte an der Bahnstrecke Leiferde–Salzgitter-Bad ersetzt. Diese kurze Verbindungsstrecke wurde ab spätestens 1980 kaum noch genutzt und Ende der 1990er Jahre stillgelegt und abgebaut.
Die ursprünglich im Raum Salzgitter verkehrende Braunschweigische Landes-Eisenbahn-Gesellschaft hatte 1886 die Bahnstrecke Braunschweig Nord–Lichtenberg–Derneburg und die Zweiglinie Hoheweg–Wolfenbüttel dem Verkehr übergeben. Die Gesellschaft wurde 1938 verstaatlicht, und ihre Strecken wurden völlig verändert oder abgebaut, durch die schon erwähnte Bahnstrecken Wolfenbüttel–Salzgitter-Drütte sowie 1953/54 durch die Strecke von Salzgitter-Drütte nach Salzgitter-Lichtenberg, wo die ursprüngliche Trasse der Bahnstrecke Braunschweig Nord–Derneburg wieder erreicht wurde.

#### Radverkehr
Der Alltagsradverkehr in Salzgitter verbindet die insgesamt 31 Stadtteile durch das in weiten Teilen ländlich, teilweise auch großindustriell geprägte Umland. Insbesondere in den drei einwohnerstärksten Stadtteilen Lebenstedt, Bad und Thiede hat der Radverkehr auch eine maßgebliche innerörtliche Verbindungsfunktion. Von der nördlich angrenzenden Stadt Braunschweig ist ein Radschnellweg mit einem Y-Abzweig über Thiede bis zum Volkswagenwerk Salzgitter geplant. In radtouristischer Hinsicht sind der Radweg Berlin-Hameln, der durch das südwestliche Stadtgebiet verlaufende Innerste-Radweg sowie ein dichtes Netz an Freizeitrouten erwähnenswert.
Die Stadt Salzgitter will sowohl den Alltags- wie auch den touristischen Radverkehr stärken und hat dazu ein Radverkehrskonzept in Auftrag gegeben. Über den Regionalverband Braunschweig ist Salzgitter indirektes Mitglied in der Arbeitsgemeinschaft Fahrradfreundliche Kommunen Niedersachsen/Bremen (AGFK Niedersachsen/Bremen). Hervorzuheben ist auch noch eine vom Bundesministerium für Verkehr und digitale Infrastruktur (BMVI) geförderte Stiftungsprofessur Radverkehrsmanagement an der Ostfalia Hochschule für angewandte Wissenschaften in Salzgitter. Bei den zweijährlich stattfindenden Fahrradklimatests des ADFC hat Salzgitter zwischen 2012 und 2020 ziemlich konstant Gesamtbewertungen zwischen 4,0 und 4,2 (nach Schulnotensystem 1–6) erhalten.

#### Öffentlicher Nahverkehr
Den Öffentlichen Personennahverkehr (ÖPNV) bedienen hauptsächlich Linien der KVG Kraftverkehrsgesellschaft Braunschweig und einige Linien der RBB Regionalbus Braunschweig im Verbundtarif Region Braunschweig (VRB).

#### Luftverkehr
Zwischen dem Stadtteil Drütte und der Salzgitter AG befindet sich der Flugplatz Salzgitter-Drütte. Der größte Flugplatz befindet sich nur einen Kilometer außerhalb des Stadtteils Gitter, am Flugplatz Schäferstuhl wird Motor- und Segelflug betrieben. Direkt am Salzgitter-See befindet sich ein weiterer Segelflugplatz. Der nächste Flughafen mit nationalem und internationalem Flugangebot befindet sich in Hannover.

## Persönlichkeiten
Berühmte Persönlichkeiten aus dem heutigen Stadtgebiet von Salzgitter sind unter anderem der Arzt und Anatom Friedrich Schlemm, der Diplomat Wilhelm Wassmuss, der Althistoriker Hans-Joachim Gehrke und der Mathematiker Jörg Brüdern.